# Kalendarium trzeciego rządu Donalda Tuska
Kalendarium trzeciego rządu Donalda Tuska opisuje powołanie trzeciego rządu Donalda Tuska, zmiany na stanowiskach ministrów, sekretarzy stanu, podsekretarzy stanu, wojewodów i wicewojewodów, a także zmiany personalne na kierowniczych stanowiskach w urzędach centralnych podległych Radzie Ministrów.

## Proces powołania rządu
- 11 grudnia 2023 Sejm RP w drugim kroku konstytucyjnym dokonał wyboru Donalda Tuska na stanowisko Prezesa Rady Ministrów[1].
- 12 grudnia 2023 Sejm RP dokonał wyboru członków Rady Ministrów[2].
- 13 grudnia 2023 Rada Ministrów została zaprzysiężona przez prezydenta RP Andrzeja Dudę[3][4].

## Powołania i odwołania

### Rok 2023
| Powołanie | Odwołanie |
| 13 grudnia 2023 | 13 grudnia 2023 |
| --- | --- |
| - Donalda Tuska na urząd prezesa Rady Ministrów, - Władysława Kosiniaka-Kamysza na urzędy wiceprezesa Rady Ministrów i ministra obrony narodowej, - Krzysztofa Gawkowskiego na urzędy wiceprezesa Rady Ministrów i ministra cyfryzacji, - Macieja Berka na urząd ministra-członka Rady Ministrów, - Adama Bodnara na urząd ministra sprawiedliwości, - Agnieszki Buczyńskiej na urzędy ministra do spraw Społeczeństwa Obywatelskiego i przewodniczącej Komitetu do spraw Pożytku Publicznego, - Borysa Budki na urząd ministra aktywów państwowych, - Marzeny Czarneckiej na urząd ministra przemysłu, - Andrzeja Domańskiego na urząd ministra finansów, - Agnieszki Dziemianowicz-Bąk na urząd ministra rodziny, pracy i polityki społecznej, - Jana Grabca na urząd ministra-członka Rady Ministrów, - Pauliny Hennig-Kloski na urząd ministra klimatu i środowiska, - Krzysztofa Hetmana na urząd ministra rozwoju i technologii, - Marcina Kierwińskiego na urząd ministra spraw wewnętrznych i administracji, - Dariusza Klimczaka na urząd ministra infrastruktury, - Katarzyny Kotuli na urząd ministra do spraw Równości, - Izabeli Leszczyny na urząd ministra zdrowia, - Sławomira Nitrasa na urząd ministra sportu i turystyki, - Barbary Nowackiej na urząd ministra edukacji, - Marzeny Okła-Drewnowicz na urząd ministra do spraw Polityki Senioralnej, - Katarzyny Pełczyńskiej-Nałęcz na urząd ministra funduszy i polityki regionalnej, - Czesława Siekierskiego na urząd ministra rolnictwa i rozwoju wsi, - Tomasza Siemoniaka na urząd ministra-członka Rady Ministrów, - Bartłomieja Sienkiewicza na urząd ministra kultury i dziedzictwa narodowego, - Radosława Sikorskiego na urząd ministra spraw zagranicznych, - Adama Szłapki na urząd ministra do spraw Unii Europejskiej, - Dariusza Wieczorka na urząd ministra nauki, - Jana Grabca, ministra-członka Rady Ministrów, na stanowisko szefa Kancelarii Prezesa Rady Ministrów, - Grzegorza Karpińskiego na stanowiska sekretarza stanu w Kancelarii Prezesa Rady Ministrów i zastępcy szefa Kancelarii Prezesa Rady Ministrów, - Radosława Kujawy na stanowisko sekretarza stanu w Kancelarii Prezesa Rady Ministrów, - Aleksandry Gajewskiej na stanowisko sekretarza stanu w Ministerstwie Rodziny, Pracy i Polityki Społecznej, - Roberta Kropiwnickiego na stanowisko sekretarza stanu w Ministerstwie Aktywów Państwowych, - Arkadiusza Marchewki na stanowisko sekretarza stanu w Ministerstwie Infrastruktury, - Arkadiusza Myrchy na stanowisko sekretarza stanu w Ministerstwie Sprawiedliwości, - Krzysztofa Śmiszka na stanowisko sekretarza stanu w Ministerstwie Sprawiedliwości, - Marii Ejchart-Dubois na stanowisko podsekretarza stanu w Ministerstwie Sprawiedliwości, - Zuzanny Rudzińskiej-Bluszcz na stanowisko podsekretarza stanu w Ministerstwie Sprawiedliwości. - Dariusza Standerskiego na stanowisko sekretarza stanu w Ministerstwie Cyfryzacji. | - Marcina Ociepy ze stanowiska sekretarza stanu w Ministerstwie Obrony Narodowej (powołany na to stanowisko 20 grudnia 2019), - Michała Wiśniewskiego ze stanowiska podsekretarza stanu w Ministerstwie Obrony Narodowej (powołany na to stanowisko 27 maja 2022), - Tobiasza Bocheńskiego ze stanowiska wojewody mazowieckiego (powołany na to stanowisko 18 kwietnia 2023). |
| 14 grudnia 2023 | |
| - Cezarego Tomczyka na stanowisko sekretarza stanu w Ministerstwie Obrony Narodowej, - Pawła Bejdy na stanowisko sekretarza stanu w Ministerstwie Obrony Narodowej, - Joanny Scheuring-Wielgus na stanowisko sekretarza stanu w Ministerstwie Kultury i Dziedzictwa Narodowego, - Bożeny Żelazowskiej na stanowiska sekretarza stanu w Ministerstwie Kultury i Dziedzictwa Narodowego oraz Generalnego Konserwatora Zabytków, - Andrzeja Wyrobca na stanowisko podsekretarza stanu w Ministerstwie Kultury i Dziedzictwa Narodowego, - Tomasza Szymańskiego na stanowisko sekretarza stanu w Ministerstwie Spraw Wewnętrznych i Administracji, - Czesława Mroczka na stanowisko sekretarza stanu w Ministerstwie Spraw Wewnętrznych i Administracji, - Wiesława Szczepańskiego na stanowisko sekretarza stanu w Ministerstwie Spraw Wewnętrznych i Administracji, - Wiesława Leśniakiewicza na stanowisko podsekretarza stanu w Ministerstwie Spraw Wewnętrznych i Administracji, - Katarzyny Lubnauer na stanowisko sekretarza stanu w Ministerstwie Edukacji, - Joanny Muchy na stanowisko sekretarza stanu w Ministerstwie Edukacji, - Hanny Majszczyk na stanowisko podsekretarza stanu w Ministerstwie Finansów, - Pawła Karbownika na stanowisko podsekretarza stanu w Ministerstwie Finansów, - Anity Sowińskiej na stanowisko podsekretarza stanu w Ministerstwie Klimatu i Środowiska, - Miłosza Motyki na stanowisko podsekretarza stanu w Ministerstwie Klimatu i Środowiska, - Krzysztofa Klęczara na stanowisko wojewody małopolskiego, - Mariusza Frankowskiego na stanowisko wojewody mazowieckiego. | - Andrzeja Bittla ze stanowisk sekretarza stanu w Ministerstwie Infrastruktury oraz pełnomocnika rządu ds. przeciwdziałania wykluczeniu komunikacyjnemu (powołany na te stanowiska 4 czerwca 2019). |
| 15 grudnia 2023 | |
| - Stanisława Wziątka na stanowisko podsekretarza stanu w Ministerstwie Obrony Narodowej. | – |
| 18 grudnia 2023 | |
| - Marcina Łobody na stanowiska sekretarza stanu w Ministerstwie Finansów i szefa Krajowej Administracji Skarbowej, - Zbigniewa Stawickiego na stanowiska podsekretarza stanu w Ministerstwie Finansów i zastępcy szefa Krajowej Administracji Skarbowej, - Jarosława Nenemana na stanowisko podsekretarza stanu w Ministerstwie Finansów, - Juranda Dropa na stanowisko podsekretarza stanu w Ministerstwie Finansów, - Jacka Tomczaka na stanowisko sekretarza stanu w Ministerstwie Rozwoju i Technologii. | - Bartosza Zbaraszczuka ze stanowisk sekretarza stanu w Ministerstwie Finansów i szefa Krajowej Administracji Skarbowej (powołany na te stanowiska 12 maja 2022), - Mariusza Gojnego ze stanowisk podsekretarza stanu w Ministerstwie Finansów i zastępcy szefa Krajowej Administracji Skarbowej (powołany na te stanowiska 9 listopada 2021). |
| 19 grudnia 2023 | |
| - Sebastiana Gajewskiego na stanowisko podsekretarza stanu w Ministerstwie Rodziny, Pracy i Polityki Społecznej, - Jacka Protasa na stanowisko sekretarza stanu w Ministerstwie Funduszy i Polityki Regionalnej, - Jana Szyszko na stanowisko sekretarza stanu w Ministerstwie Funduszy i Polityki Regionalnej, - Macieja Laska na stanowisko sekretarza stanu w Ministerstwie Funduszy i Polityki Regionalnej. | – |
| 20 grudnia 2023 | |
| - Macieja Laska, sekretarza stanu w Ministerstwie Funduszy i Polityki Regionalnej, na stanowisko pełnomocnika Rządu ds. Centralnego Portu Komunikacyjnego, - Pawła Zalewskiego na stanowisko sekretarza stanu w Ministerstwie Obrony Narodowej, - Jacka Czerniaka na stanowisko sekretarza stanu w Ministerstwie Rolnictwa i Rozwoju Wsi, - Michała Kołodziejczaka na stanowisko sekretarza stanu w Ministerstwie Rolnictwa i Rozwoju Wsi, - Stefana Krajewskiego na stanowisko sekretarza stanu w Ministerstwie Rolnictwa i Rozwoju Wsi, - Władysława Teofila Bartoszewskiego na stanowisko sekretarza stanu w Ministerstwie Spraw Zagranicznych, - Marka Gzika na stanowisko sekretarza stanu w Ministerstwie Nauki, - Macieja Gduli na stanowisko podsekretarza stanu w Ministerstwie Nauki, - Marii Mrówczyńskiej na stanowisko podsekretarza stanu w Ministerstwie Nauki, - Andrzeja Szeptyckiego na stanowisko podsekretarza stanu w Ministerstwie Nauki, - Marty Cienkowskiej na stanowisko podsekretarza stanu w Ministerstwie Kultury i Dziedzictwa Narodowego, - Mikołaja Dorożały na stanowisko podsekretarza stanu w Ministerstwie Klimatu i Środowiska, - Pawła Gancarza na stanowisko podsekretarza stanu w Ministerstwie Infrastruktury, - Beaty Rutkiewicz na stanowisko wojewody pomorskiego, - Michała Sztybla na stanowisko wojewody kujawsko-pomorskiego, - Doroty Ryl na stanowisko wojewody łódzkiego, - Marka Wójcika na stanowisko wojewody śląskiego, - Moniki Jurek na stanowisko wojewody opolskiego, - Radosława Króla na stanowisko wojewody warmińsko-mazurskiego, - Józefa Bryka na stanowisko wojewody świętokrzyskiego, - Adama Rudawskiego na stanowisko wojewody zachodniopomorskiego, - Teresy Kubas-Hul na stanowisko wojewody podkarpackiego, - Jacka Brzozowskiego na stanowisko wojewody podlaskiego, - Krzysztofa Komorskiego na stanowisko wojewody lubelskiego. | - Mikołaja Bogdanowicza ze stanowiska wojewody kujawsko-pomorskiego (powołany na to stanowisko 8 grudnia 2015), - Dariusza Drelicha ze stanowiska wojewody pomorskiego (powołany na to stanowisko 8 grudnia 2015), - Karola Młynarczyka ze stanowiska wojewody łódzkiego (powołany na to stanowisko 18 kwietnia 2023), - Sławomira Kłosowskiego ze stanowiska wojewody opolskiego (powołany na to stanowisko 15 marca 2021), - Zbigniewa Koniusza ze stanowiska wojewody świętokrzyskiego (powołany na to stanowisko 12 listopada 2019), - Bohdana Paszkowskiego ze stanowiska wojewody podlaskiego (powołany na to stanowisko 8 grudnia 2015), - Lecha Sprawki ze stanowiska wojewody lubelskiego (powołany na to stanowisko 25 listopada 2019). |
| 21 grudnia 2023 | |
| - Agnieszki Rucińskiej na stanowisko podsekretarza stanu w Kancelarii Prezesa Rady Ministrów. | – |
| 22 grudnia 2023 | |
| - Macieja Duszczyka na stanowisko podsekretarza stanu w Ministerstwie Spraw Wewnętrznych i Administracji, - Marcina Kulaska na stanowisko sekretarza stanu w Ministerstwie Aktywów Państwowych, - Zbigniewa Ziejewskiego na stanowisko sekretarza stanu w Ministerstwie Aktywów Państwowych, - Jacka Bartmińskiego na stanowisko podsekretarza stanu w Ministerstwie Aktywów Państwowych, - Michała Gramatyki na stanowisko sekretarza stanu w Ministerstwie Cyfryzacji, - Pawła Olszewskiego na stanowisko sekretarza stanu w Ministerstwie Cyfryzacji, - Dariusza Mazura na stanowisko podsekretarza stanu w Ministerstwie Sprawiedliwości, - Urszuli Zielińskiej na stanowisko sekretarza stanu w Ministerstwie Klimatu i Środowiska, - Henryka Kiepury na stanowisko sekretarza stanu w Ministerstwie Edukacji, - Marka Cebuli na stanowisko wojewody lubuskiego, - Macieja Awiżenia na stanowisko wojewody dolnośląskiego. | - Jarosława Obremskiego ze stanowiska wojewody dolnośląskiego (powołany na to stanowisko 5 grudnia 2019), - Olimpii Tomczyk-Iwko ze stanowiska drugiego wicewojewody lubuskiego (powołana na to stanowisko 22 listopada 2021). |
| 27 grudnia 2023 | |
| - Andrzeja Szejny na stanowisko sekretarza stanu w Ministerstwie Spraw Zagranicznych, - Piotra Malepszaka na stanowisko podsekretarza stanu w Ministerstwie Infrastruktury. | – |
| 28 grudnia 2023 | |
| - Wojciecha Koniecznego na stanowisko sekretarza stanu w Ministerstwie Zdrowia, - Łukasza Krasonia na stanowiska sekretarza stanu w Ministerstwie Rodziny, Pracy i Polityki Społecznej oraz pełnomocnika rządu ds. osób niepełnosprawnych, - Piotra Borysa na stanowisko sekretarza stanu w Ministerstwie Sportu i Turystyki, - Ireneusza Rasia na stanowisko sekretarza stanu w Ministerstwie Sportu i Turystyki, - Agaty Sobczyk na stanowisko wojewody wielkopolskiego. | - Michała Zielińskiego ze stanowiska wojewody wielkopolskiego (powołonany na to stanowisko 29 stycznia 2021). |
| grudzień 2023 | |
| - Rafała Wiśniewskiego na stanowiska szefa służby zagranicznej oraz dyrektora generalnego służby zagranicznej w Ministerstwie Spraw Zagranicznych. | - Sylwestra Dąbrowskiego ze stanowiska pierwszego wicewojewody mazowieckiego (powołany na to stanowisko 11 stycznia 2016), - Artura Standowicza ze stanowiska drugiego wicewojewody mazowieckiego (powołany na to stanowisko 11 stycznia 2016), - Józefa Ramlaua ze stanowiska drugiego wicewojewody kujawsko-pomorskiego (powołany na to stanowisko 1 września 2021), - Radosława Kempinskiego ze stanowiska drugiego wicewojewody kujawsko-pomorskiego (powołany na to stanowisko 1 września 2021), - Jarosława Kresy ze stanowiska pierwszego wicewojewody dolnośląskiego (powołany na to stanowisko 1 września 2019), - Bogusława Szpytmy ze stanowiska pierwszego wicewojewody dolnośląskiego (powołany na to stanowisko w maju 2020), - Roberta Gmitruczuka ze stanowiska pierwszego wicewojewody lubelskiego (powołany na to stanowisko 16 grudnia 2015), - Bolesława Gzika ze stanowiska drugiego wicewojewody lubelskiego (powołany na to stanowisko 27 maja 2020), - Wojciecha Perczaka ze stanowiska pierwszego wicewojewody lubuskiego (powołany na to stanowisko w grudniu 2018), - Marcina Buchali ze stanowiska pierwszego wicewojewody łódzkiego (powołany na to stanowisko 5 maja 2023), - Jarosława Brózdy ze stanowiska drugiego wicewojewody łódzkiego (powołany na to stanowisko 20 kwietnia 2023), - Ryszarda Pagacza ze stanowiska pierwszego wicewojewody małopolskiego (powołany na to stanowisko w lipcu 2022), - Mateusza Małodzińskiego ze stanowiska drugiego wicewojewody małopolskiego (powołany na to stanowisko 7 lipca 2022), - Tomasza Witkowskiego ze stanowiska wicewojewody opolskiego (powołany na to stanowisko 10 listopada 2021), - Jolanty Sawickiej ze stanowiska pierwszego wicewojewody podkarpackiego (powołana na to stanowisko 31 stycznia 2020), - Radosława Wiatra ze stanowiska drugiego wicewojewody podkarpackiego (powołany na to stanowisko 9 marca 2022), - Tomasza Madrasa ze stanowiska pierwszego wicewojewody podlaskiego (powołany na to stanowisko 3 stycznia 2020), - Bogusławy Szczerbińskiej ze stanowiska drugiego wicewojewody podkarpackiego (powołana na to stanowisko 22 listopada 2021), - Mariusza Łuczyka ze stanowiska pierwszego wicewojewody pomorskiego (powołany na to stanowisko 16 grudnia 2015), - Aleksandra Jankowskiego ze stanowiska drugiego wicewojewody pomorskiego (powołany na to stanowisko 21 grudnia 2021), - Jana Chrząszcza ze stanowiska pierwszego wicewojewody śląskiego (powołany na to stanowisko 11 stycznia 2016), - Roberta Magdziarza ze stanowiska drugiego wicewojewody śląskiego (powołany na to stanowisko 29 listopada 2018), - Rafała Nowaka ze stanowiska wicewojewody świętokrzyskiego (powołany na to stanowisko 5 grudnia 2019), - Sławomira Sadowskiego ze stanowiska pierwszego wicewojewody warmińsko-mazurskiego (powołany na to stanowisko 16 grudnia 2015), - Piotra Opaczewskiego ze stanowiska drugiego wicewojewody warmińsko-mazurskiego (powołany na to stanowisko 25 listopada 2021), - Anety Niestrawskiej ze stanowiska pierwszego wicewojewody wielkopolskiego (powołana na to stanowisko 26 marca 2019), - Beaty Maszewskiej ze stanowiska drugiego wicewojewody wielkopolskiego (powołana na to stanowisko 3 lutego 2022), - Tomasza Wójcika ze stanowiska pierwszego wicewojewody zachodniopomorskiego (powołany na to stanowisko 1 października 2021), - Mateusza Wagemanna ze stanowiska drugiego wicewojewody zachodniopomorskiego (powołany na to stanowisko 13 stycznia 2022). |

### Rok 2024
| Powołanie | Odwołanie |
| 1 stycznia 2024 | 1 stycznia 2024 |
| --- | --- |
| - powołanie Ministerstwa Edukacji Narodowej, - powołanie Ministerstwa Nauki i Szkolnictwa Wyższego. | - zniesienie Ministerstwa Edukacji i Nauki. |
| 4 stycznia 2024 | |
| - Przemysława Koperskiego na stanowisko podsekretarza stanu w Ministerstwie Infrastruktury, - Urszuli Demkow na stanowisko podsekretarza stanu w Ministerstwie Zdrowia, - Marka Kosa na stanowisko podsekretarza stanu w Ministerstwie Zdrowia, - Macieja Miłkowskiego na stanowisko podsekretarza stanu w Ministerstwie Zdrowia. | – |
| 5 stycznia 2024 | |
| - Moniki Sikory na stanowisko podsekretarza stanu w Ministerstwie Funduszy i Polityki Regionalnej, - Magdaleny Sobkowiak-Czarneckiej na stanowisko podsekretarza stanu w Kancelarii Premiera, - Pauliny Piechny-Więckiewicz na stanowisko podsekretarza stanu w Ministerstwie Edukacji Narodowej, - Izabeli Ziętki na stanowisko podsekretarza stanu w Ministerstwie Edukacji Narodowej. | – |
| 10 stycznia 2024 | |
| - Henryki Mościckiej-Dendys na stanowisko podsekretarza stanu w Ministerstwie Spraw Zagranicznych, - Roberta Kupieckiego na stanowisko podsekretarza stanu w Ministerstwie Spraw Zagraniczych, - Ewy Kulikowskiej na stanowisko wicewojewody podlaskiego, - Pawła Krutula na stanowisko wicewojewody podlaskiego, - Mateusza Szauera na stanowisko wicewojewody warmińsko-mazurskiego, - Zbigniewa Szczypińskiego na stanowisko wicewojewody warmińsko-mazurskiego. | – |
| 11 stycznia 2024 | |
| - Adama Nowaka na stanowisko podsekretarza stanu w Ministerstwie Rolnictwa i Rozwoju Wsi, - Rafała Adamczyka na stanowisko wicewojewody śląskiego, - Michała Kopańskiego na stanowisko wicewojewody śląskiego. | – |
| 12 stycznia 2024 | |
| - Konrada Wojnarowskiego na stanowisko podsekretarza stanu w Ministerstwie Funduszy i Polityki Regionalnej, - Marka Prawdy na stanowisko podsekretarza stanu w Ministerstwie Spraw Zagranicznych. | – |
| 15 stycznia 2024 | |
| - Elżbiety Achinger na stanowisko wicewojewody małopolskiego, - Ryszarda Śmiałka na stanowisko wicewojewody małopolskiego, - Marka Mazura na stanowisko wicewojewody łódzkiego, - Grzegorza Majewskiego na stanowisko wicewojewody łódzkiego, - Karoliny Fabiś-Szulc na stanowisko wicewojewody wielkopolskiego, - Dariusza Popławskiego na stanowisko wicewojewody lubuskiego. | – |
| 16 stycznia 2024 | |
| - Wojciecha Wołocha na stanowisko wicewojewody lubelskiego, - Andrzeja Maja na stanowisko wicewojewody lubelskiego, - Michała Skotnickiego na stanowisko wicewojewody świętokrzyskiego, - Tomasza Nesterowicza na stanowisko wicewojewody lubuskiego. | – |
| 17 stycznia 2024 | |
| - Krzysztofa Kukuckiego na stanowisko sekretarza stanu w Ministerstwo Rozwoju i Technologii, - Ignacego Niemczyckiego na stanowisko podsekretarza stanu w Ministerstwo Rozwoju i Technologii, - Piotra Hemmerlinga na stanowisko wicewojewody kujawsko-pomorskiego, - Michała Koniucha na stanowisko wicewojewody kujawsko-pomorskiego, - Bartosza Brożyńskiego na stanowisko wicewojewody zachodniopomorskiego, - Dawida Krystka na stanowisko wicewojewody zachodniopomorskiego, - Patryka Fajdka na stanowisko wicewojewody mazowieckiego, - Roberta Sitnika na stanowisko wicewojewody mazowieckiego, - Piotra Kozdrowickiego na stanowisko wicewojewody dolnośląskiego, - Jacka Protasiewicza na stanowisko wicewojewody dolnośląskiego, - Piotra Pośpiecha na stanowisko wicewojewody opolskiego, - Wiesława Buża na stanowisko wicewojewody podkarpackiego, - Pawła Bartoszka na stanowisko wicewojewody podkarpackiego. | – |
| 19 stycznia 2024 | |
| - Anny Radwan-Röhrenschef na stanowisko podsekretarza stanu w Ministerstwie Spraw Zagranicznych, - Jakuba Wiśniewskiego na stanowisko podsekretarza stanu w Ministerstwie Spraw Zagranicznych, - Katarzyny Nowakowskiej na stanowisko podsekretarza stanu w Ministerstwie Rodziny, Pracy i Polityki Społecznej, - Pawła Zgórzyńskiego na stanowisko podsekretarza stanu w Ministerstwie Rodziny, Pracy i Polityki Społecznej. | – |
| 24 stycznia 2024 | |
| - Katarzyny Kacperczyk na stanowisko podsekretarza stanu w Ministerstwie Zdrowia. | – |
| 25 stycznia 2024 | |
| - Krzysztofa Galosa na stanowiska podsekretarza stanu w Ministerstwie Klimatu i Środowiska oraz Głównego Geologa Kraju. | – |
| 29 stycznia 2024 | |
| - Macieja Bando na stanowiska podsekretarza stanu w Ministerstwie Klimatu i Środowiska oraz pełnomocnika Rządu ds. strategicznej infrastruktury energetycznej. | – |
| 31 stycznia 2024 | |
| - Jarosława Maciejewskiego na stanowisko wicewojewody wielkopolskiego. | – |
| 1 lutego 2024 | |
| - Pawła Grasia na stanowisko szefa Gabinetu Politycznego Prezesa Rady Ministrów, - Małgorzaty Krok na stanowiska podsekretarza stanu w Ministerstwie Finansów i zastępcy szefa Krajowej Administracji Skarbowej. | – |
| 2 lutego 2024 | |
| - Krzysztofa Bolesty na stanowisko sekretarza stanu w Ministerstwie Środowiska i Klimatu, - Karola Grzybowskiego na stanowisko podsekretarza stanu w Kancelarii Premiera. | – |
| 5 lutego 2024 | |
| - Agnieszki Bartol-Saurel na stanowisko sekretarza stanu w Kancelarii Premiera. | – |
| 7 lutego 2024 | |
| - Ireneusza Nalazka na stanowisko podsekretarza stanu w Ministerstwie Sportu i Turystyki. | – |
| 15 lutego 2024 | |
| – | - Dobrosława Dowiata-Urbańskiego ze stanowiska szefa Służby Cywilnej (powołany na to stanowisko 2 marca 2016). |
| 28 lutego 2024 | |
| - Anity Noskowskiej-Piątkowskiej na stanowisko szefa Służby Cywilnej. | – |
| 1 marca 2024 | |
| - powołanie Ministerstwa Przemysłu. | – |
| 6 marca 2024 | |
| - Macieja Duszczyka, podsekretarza stanu w Ministerstwie Spraw Wewnętrznych i Administracji, na stanowisko pełnomocnika Rządu ds. Repatriacji. | – |
| 8 marca 2024 | |
| - Emila Rojka na stanowisko wicewojewody pomorskiego, - Anny Olkowskiej-Jacyno na stanowisko wicewojewody pomorskiego. | – |
| 15 kwietnia 2024 | |
| – | - Jacka Protasiewicza ze stanowiska wicewojewody dolnośląskiego (powołany na to stanowisko 17 stycznia 2024). |
| kwiecień 2024 | |
| – | - Pawła Zgórzyńskiego ze stanowiska podsekretarza stanu w Ministerstwie Rodziny, Pracy i Polityki Społecznej (powołany na to stanowisko 19 stycznia 2024), - Dariusza Popławskiego ze stanowiska wicewojewody lubuskiego (powołany na to stanowisko 15 stycznia 2024), - Krzysztofa Kukuckiego ze stanowiska sekretarza stanu w Ministerstwie Rozwoju i Technologii (powoływany na to stanowisko 17 stycznia 2024).                              |
| 8 maja 2024 | |
| – | - Pawła Bartoszka ze stanowiska wicewojewody podkarpackiego (powołany na to stanowisko 17 stycznia 2024). |
| 13 maja 2024 | |
| - Tomasza Siemoniaka, ministra-członka Rady Ministrów, na urząd ministra spraw wewnętrznych i administracji, - Jakuba Jaworowskiego na urząd ministra aktywów państwowych, - Hanny Wróblewskiej na urząd ministra kultury i dziedzictwa narodowego, - Krzysztofa Paszyka na urząd ministra rozwoju i technologii. | - Marcina Kierwińskiego z urzędu ministra spraw wewnętrznych i administracji (powołany na ten urząd 13 grudnia 2023), - Borysa Budki z urzędu ministra aktywów państwowych (powołany na ten urząd 13 grudnia 2023), - Bartłomieja Sienkiewicza z urzędu ministra kultury i dziedzictwa narodowego (powołany na ten urząd 13 grudnia 2023), - Krzysztofa Hetmana z urzędu ministra rozwoju i technologii (powołany na ten urząd 13 grudnia 2023). |
| 28 maja 2024 | |
| - Marka Krawczyka na stanowisko podsekretarza stanu w Kancelarii Premiera. | – |
| 29 maja 2024 | |
| – | - Macieja Miłkowskiego ze stanowiska podsekretarza stanu w Ministerstwie Zdrowia (powołany na to stanowisko 4 stycznia 2024). |
| maj 2024 | |
| – | - Pawła Gancarza ze stanowiska podsekretarza stanu w Ministerstwie Infrastruktury (powołany na to stanowisko 20 grudnia 2023), - Rafała Adamczyka ze stanowiska wicewojewody śląskiego (powołany na to stanowisko 11 stycznia 2024). |
| 5 czerwca 2024 | |
| - Tomasza Lorenca na stanowisko wicewojewody podkarpackiego. | – |
| 26 czerwca 2024 | |
| - Jacka Karnowskiego na stanowisko sekretarza stanu w Ministerstwie Funduszu i Polityki Regionalnej. | – |
| czerwiec 2024 | |
| – | - Joanny Scheuring-Wielgus ze stanowiska sekretarza stanu w Ministerstwie Kultury i Dziedzictwa Narodowego (powołana na to stanowisko 14 grudnia 2023), - Jacka Protasa ze stanowiska sekretarza stanu w Ministerstwie Funduszy i Polityki Regionalnej (powołany na to stanowisko 19 grudnia 2023), - Krzysztofa Śmiszka ze stanowiska sekretarza stanu w Ministerstwie Sprawiedliwości (powołany na to stanowisko 13 grudnia 2023).             |
| 1 lipca 2024 | |
| – | - Macieja Laska, pełnomocnika Rządu ds. Centralnego Portu Komunikacyjnego, ze stanowiska sekretarza stanu w Ministerstwie Funduszy i Polityki Regionalnej (powołany na to stanowisko 19 grudnia 2023). |
| 2 lipca 2024 | |
| - Macieja Laska, pełnomocnika Rządu ds. Centralnego Portu Komunikacyjnego, na stanowisko sekretarza stanu w Ministerstwie Infrastruktury, - Jerzego Szafranowicza na stanowisko podsekretarza stanu w Ministerstwie Zdrowia. | – |
| 5 lipca 2024 | |
| - Bartłomieja Ciążyńskiego na stanowisko podsekretarza stanu w Ministerstwie Sprawiedliwości. | – |
| 12 lipca 2024 | |
| - Macieja Siwickiego na stanowisko wicewojewody lubuskiego. | – |
| 23 lipca 2024 | |
| – | - Waldemara Sługockiego ze stanowiska sekretarza stanu w Ministerstwie Rozwoju i Technologii (powołany na to stanowisko 19 grudnia 2023). |
| 29 lipca 2024 | |
| - Stanisława Bukowca na stanowiska sekretarza stanu w Ministerstwie Infrastruktury i pełnomocnika Rządu ds. przeciwdziałania wykluczeniu komunikacyjnemu. | – |
| 30 lipca 2024 | |
| - Rafała Rosińskiego na stanowisko podsekretarza stanu w Ministerstwie Cyfryzacji. | – |
| 5 sierpnia 2024 | |
| - Sławomira Rogowskiego na stanowisko podsekretarza stanu w Ministerstwie Kultury i Dziedzictwa Narodowego. | – |
| 14 sierpnia 2024 | |
| - Tomasza Lewandowskiego na stanowisko podsekretarza stanu w Ministerstwie Rozwoju i Technologii. | – |
| 21 sierpnia 2024 | |
| – | - Bartłomieja Ciążyńskiego ze stanowiska podsekretarza stanu w Ministerstwie Sprawiedliwości (powołany na to stanowisko 5 lipca 2024). |
| 16 września 2024 | |
| - Małgorzaty Baranowskiej na stanowisko podsekretarza stanu w Ministerstwie Rodziny, Pracy i Polityki Społecznej. | – |
| 26 września 2024 | |
| - Marcina Kierwińskiego na urząd ministra-członka Rady Ministrów, - Adama Zaczkowskiego na stanowisko wicewojewody śląskiego. | – |
| 30 września 2024 | |
| - Magdaleny Roguskiej na stanowisko sekretarza stanu w Kancelarii Premiera. | – |
| 15 października 2024 | |
| - Michała Jarosa na stanowisko sekretarza stanu w Ministerstwie Rozwoju i Technologii. | – |
| 16 października 2024 | |
| - Adriany Porowskiej na urzędy ministra do spraw Społeczeństwa Obywatelskiego i przewodniczącej Komitetu do spraw Pożytku Publicznego. | - Agnieszki Buczyńskiej z urzędów ministra do spraw Społeczeństwa Obywatelskiego i przewodniczącej Komitetu do spraw Pożytku Publicznego (powołana na te urzędy 13 grudnia 2023). |
| 19 października 2024 | |
| – | - Agnieszki Bartol-Saurel ze stanowiska sekretarza stanu w Kancelarii Premiera (powołana na to stanowisko 5 lutego 2024). |
| 21 października 2024 | |
| - Ignacego Niemczyckiego na stanowisko sekretarza stanu w Kancelarii Premiera. | - Ignacego Niemczyckiego ze stanowiska podsekretarza stanu w Ministerstwie Rozwoju i Technologii (powołany na to stanowisko 17 stycznia 2024). |
| 30 października 2024 | |
| – | - Jacka Tomczaka ze stanowiska sekretarza stanu w Ministerstwie Rozwoju i Technologii (powołany na to stanowisko 18 grudnia 2023), - Ewy Kulikowskiej ze stanowiska wicewojewody podlaskiego. |
| 12 listopada 2024 | |
| - Wojciecha Wrochny na stanowiska sekretarza stanu w Ministerstwie Przemysłu oraz pełnomocnika Rządu ds. strategicznej infrastruktury energetycznej. | - Macieja Bando ze stanowisk podsekretarza stanu w Ministerstwie Klimatu i Środowiska oraz pełnomocnika Rządu ds. strategicznej infrastruktury energetycznej (powołany na te stanowiska 29 stycznia 2024). |
| 25 listopada 2024 | |
| - Anny Żabskiej na stanowisko wojewody dolnośląskiego. | - Macieja Awiżenia ze stanowiska wojewody dolnośląskiego (powołany na to stanowisko 22 grudnia 2023). |
| 29 listopada 2024 | |
| – | - Jacka Bartmińskiego ze stanowiska podsekretarza stanu w Ministerstwie Aktywów Państwowych (powołany na to stanowisko 21 grudnia 2023). |
| 6 grudnia 2024 | |
| - Artura Jurkowskiego na stanowisko wicewojewody dolnośląskiego. | – |
| 30 grudnia 2024 | |
| - Michała Baranowskiego na stanowisko podsekretarza stanu w Ministerstwie Rozwoju i Technologii. | – |
| 31 grudnia 2024 | |
| – | - Andrzeja Wyrobca ze stanowiska podsekretarza stanu w Ministerstwie Kultury i Dziedzictwa Narodowego (powołany na to stanowisko 14 grudnia 2023). |

### Rok 2025
| Powołanie | Odwołanie |
| 17 stycznia 2025 | 17 stycznia 2025 |
| --- | --- |
| - Marcina Kulaska na urząd ministra nauki i szkolnictwa wyższego, - Karoliny Zioło-Pużuk na stanowisko sekretarza stanu w Ministerstwie Nauki i Szkolnictwa Wyższego, - Macieja Wróbla na stanowisko sekretarza stanu w Ministerstwie Kultury i Dziedzictwa Narodowego. | - Dariusza Wieczorka z urzędu ministra nauki (powołany na ten urząd 13 grudnia 2023), - Marcina Kulaska ze stanowiska sekretarza stanu w Ministerstwie Aktywów Państwowych (powołany na to stanowisko w grudniu 2023). |
| styczeń 2025 | |
| – | - Macieja Gduli ze stanowiska podsekretarza stanu w Ministerstwie Nauki i Szkolnictwa Wyższego (powołany na to stanowisko w grudniu 2023). |
| 3 lutego 2025 | |
| - Konrada Gołoty na stanowisko podsekretarza stanu w Ministerstwie Aktywów Państwowych, - Michała Gąsowskiego na stanowisko wicewojewody podlaskiego. | – |
| 7 lutego 2025 | |
| - Jakuba Stefaniaka na stanowiska sekretarza stanu w Kancelarii Prezesa Rady Ministrów i zastępcy szefa Kancelarii Prezesa Rady Ministrów, - Sławomira Gradzika na stanowisko wicewojewody opolskiego. | – |
| 14 marca 2025 | |
| – | - Zbigniewa Ziejewskiego ze stanowiska sekretarza stanu w Ministerstwie Aktywów Państwowych (powołany na to stanowisko 22 grudnia 2023). |
| 11 kwietnia 2025 | |
| – | - Jakuba Wiśniewskiego ze stanowiska podsekretarza stanu w Ministerstwie Spraw Zagranicznych (powołany na to stanowisko 17 stycznia 2024). |
| 13 czerwca 2025 | |
| – | - Pawła Karbownika ze stanowiska podsekretarza stanu w Ministerstwie Finansów (powołany na to stanowisko 14 grudnia 2023). |
| 17 czerwca 2025 | |
| - Marcina Bosackiego na stanowisko sekretarza stanu w Ministerstwie Spraw Zagranicznych. | – |
| 24 czerwca 2025 | |
| – | - Joanny Muchy ze stanowiska sekretarza stanu w Ministerstwie Edukacji Narodowej (powołana na to stanowisko 14 grudnia 2023). |
| czerwiec 2025 | |
| – | - Michała Kołodziejczaka ze stanowiska sekretarza stanu w Ministerstwie Rolnictwa i Rozwoju Wsi (powołany na to stanowisko 13 grudnia 2023). |
| 1 lipca 2025 | |
| - Adama Szłapki, ministra do spraw Unii Europejskiej, na stanowisko rzecznika prasowego Rządu. | – |
| 24 lipca 2025 | |
| - Radosława Sikorskiego na urzędy wiceprezesa rady ministrów i ministra spraw zagranicznych, - Wojciecha Balczuna na urząd ministra aktywów państwowych, - Macieja Berka na urząd ministra ds. nadzoru nad wdrażaniem polityki rządu, - Marty Cienkowskiej na urząd ministra kultury i dziedzictwa narodowego, - Andrzeja Domańskiego na urząd ministra finansów i gospodarki, - Jana Grabca na urzędy ministra-członka rady ministrów i przewodniczącego komitetu do spraw pożytku publicznego, - Marcina Kierwińskiego na urząd ministra spraw wewnętrznych i administracji, - Stefana Krajewskiego na urząd ministra rolnictwa i rozwoju wsi, - Miłosza Motyki na urząd ministra energii, - Jakuba Rutnickiego na urząd ministra sportu i turystyki, - Tomasza Siemoniaka na urząd ministra-członka rady ministrów, koordynatora służb specjalnych. - Jolanty Sobierańskiej-Grendy na urząd ministra zdrowia, - Waldemara Żurka na urzędy ministra sprawiedliwości i prokuratora generalnego. | - Macieja Berka z urzędu ministra-członka Rady Ministrów (powołany na ten urząd 13 grudnia 2023), - Adama Bodnara z urzędu ministra sprawiedliwości (powołany na ten urząd 13 grudnia 2023), - Marzeny Czarneckiej z urzędu ministra przemysłu (powołana na ten urząd 13 grudnia 2023), - Andrzeja Domańskiego z urzędu ministra finansów (powołany na ten urząd 13 grudnia 2023), - Jana Grabca z urzędu ministra-członka Rady Ministrów (powołany na ten urząd 13 grudnia 2023), - Jakuba Jaworowskiego z urzędu ministra aktywów państwowych (powołany na ten urząd 13 maja 2024), - Marcina Kierwińskiego z urzędu ministra-członka Rady Ministrów (powołany na ten urząd 26 września 2024), - Katarzyny Kotuli z urzędu ministra do spraw równości (powołana na ten urząd 13 grudnia 2023), - Izabeli Leszczyny z urzędu ministra zdrowia (powołana na ten urząd 13 grudnia 2023), - Sławomira Nitrasa z urzędu ministra sportu i turystyki (powołany na ten urząd 13 grudnia 2023), - Marzeny Okła-Drewnowicz z urzędu ministra do spraw polityki senioralnej (powołama na ten urząd 13 grudnia 2023), - Krzysztofa Paszyka z urzędu ministra rozwoju i technologii (powołany na ten urząd 13 maja 2024), - Adriany Porowskiej z urzędów ministra do spraw społeczeństwa obywatelskiego i przewodniczącej Komitetu do spraw Pożytku Publicznego (powołana na ten urzędy 16 października 2024), - Adama Szłapki z urzędu ministra do spraw Unii Europejskiej (powołany na ten urząd 13 grudnia 2023). |
| 25 lipca 2025 | |
| - Adama Szłapki, rzecznika prasowego Rządu, na stanowisko sekretarza stanu w Kancelarii Prezesa Rady Ministrów, - Marzeny Okła-Drewnowicz na stanowisko sekretarza stanu w Kancelarii Prezesa Rady Ministrów, - Katarzyny Kotuli na stanowisko sekretarza stanu w Kancelarii Prezesa Rady Ministrów, - Adriany Porowskiej na stanowisko sekretarza stanu w Kancelarii Prezesa Rady Ministrów. | – |
| 30 lipca 2025 | |
| - Magdaleny Roguskiej na stanowisko sekretarza stanu w Ministerstwie Spraw Wewnętrznych i Administracji. | - Magdaleny Roguskiej ze stanowiska sekretarza stanu w Kancelarii Prezesa Rady Ministrów (powołana na to stanowisko 30 września 2024). |
| 31 lipca 2025 | |
| – | - Andrzeja Szejny ze stanowiska sekretarza stanu w Ministerstwie Spraw Zagranicznych (powołany na to stanowisko 27 grudnia 2023). |
| lipiec 2025 | |
| – | - Stefana Krajewskiego ze stanowiska sekretarza stanu w Ministerstwie Rolnictwa i Rozwoju Wsi (powołany na to stanowisko 20 grudnia 2023), - Marty Cienkowskiej ze stanowiska podsekretarza stanu w Ministerstwie Kultury i Dziedzictwa Narodowego (powołana na to stanowisko w grudniu 2023), - Miłosza Motyki ze stanowiska podsekretarza stanu w Ministerstwie Klimatu i Środowiska (powołany na to stanowisko 14 grudnia 2023). |
| 1 sierpnia 2025 | |
| - Adriany Porowskiej, sekretarza stanu w Kancelarii Prezesa Rady Ministrów, na stanowisko wiceprzewodniczącego Komitetu do spraw Pożytku Publicznego. | – |
| 6 sierpnia 2025 | |
| – | - Zuzanny Rudzińskiej-Bluszcz ze stanowiska podsekretarza stanu w Ministerstwie Sprawiedliwości (powołana na to stanowisko 13 grudnia 2023). |
| 14 sierpnia 2025 | |
| - Ignacego Niemczyckiego na stanowisko sekretarza stanu w Ministerstwie Spraw Zagranicznych, - Wojciecha Zajączkowskiego na stanowisko podsekretarza stanu w Ministerstwie Spraw Zagranicznych. | - Ignacego Niemczyckiego ze stanowiska sekretarza stanu w Kancelarii Prezesa Rady Ministrów (powołany na to stanowisko 21 października 2024), - Marka Prawdy ze stanowiska podsekretarza stanu w Ministerstwie Spraw Zagranicznych (powołany na to stanowisko 12 stycznia 2024). |
| sierpień 2025 | |
| – | - Jerzego Szafranowicza ze stanowiska podsekretarza stanu w Ministerstwie Zdrowia (powołany na to stanowisko 2 lipca 2024). |

## Powołania i odwołania w administracji rządowej
| Powołanie/Wyznaczenie | Odwołanie/Zwolnienie |
| 13 grudnia 2023 | 13 grudnia 2023 |
| --- | --- |
| - Joanny Knapińskiej na stanowisko sekretarza Rady Ministrów oraz do pełnienia obowiązków prezesa Rządowego Centrum Legislacji. | - Moniki Salamończyk, wiceprezesa Rządowego Centrum Legislacji, z pełnienia obowiązków prezesa Rządowego Centrum Legislacji (wyznaczona 3 listopada 2023). |
| 15 grudnia 2023 | |
| - Konrada Witka, zastępcy dyrektora Instytutu Sportu – Państwowego Instytutu Badawczego, do pełnienia obowiązków dyrektora Instytutu Sportu – Państwowego Instytutu Badawczego. | - Rafała Kubackiego ze stanowiska dyrektora Instytutu Sportu – Państwowego Instytutu Badawczego (powołany na to stanowisko w lipcu 2023). |
| 19 grudnia 2023 | |
| - Doroty Kaweckiej do pełnienia obowiązków szefa Służby Wywiadu Wojskowego, - Jarosława Stróżyka na stanowisko szefa Służby Kontrwywiadu Wojskowego, - Rafała Syrysko do pełnienia obowiązków szefa Agencji Bezpieczeństwa Wewnętrznego, - Agnieszki Kwiatkowskiej-Gurdak do pełnienia obowiązków szefa Centralnego Biura Antykorupcyjnego, - Pawła Szoty do pełnienia obowiązków szefa Agencji Wywiadu. | - Marka Łapińskiego ze stanowiska szefa Służby Wywiadu Wojskowego (powołany na to stanowisko w styczniu 2020), - Macieja Szpanowskiego ze stanowiska szefa Służby Kontrwywiadu Wojskowego (powołany na to stanowisko w listopadzie 2022), - Krzysztofa Wacławka ze stanowiska szefa Agencji Bezpieczeństwa Wewnętrznego (powołany na to stanowisko 3 lutego 2020), - Andrzeja Stróżnego ze stanowiska szefa Centralnego Biura Antykorupcyjnego (powołany na to stanowisko 20 maja 2020), - Bartosza Jarmuszkiewicza ze stanowiska szefa Agencji Wywiadu (powołany na to stanowisko 8 sierpnia 2022). |
| 20 grudnia 2023 | |
| - Marzenny Habib, zastępcy dyrektora Ośrodka Rozwoju Edukacji, do pełnienia obowiązków dyrektora Ośrodka Rozwoju Edukacji, - Tomasza Madeja na stanowisko zastępcy dyrektora Ośrodka Rozwoju Edukacji. | - Tomasza Madeja z pełnienia obowiązków dyrektora Ośrodka Rozwoju Edukacji. |
| 22 grudnia 2023 | |
| - Marka Boronia na stanowisko zastępcy Komendanta Głównego Policji, z jednoczesnym powierzeniem mu obowiązków Komendanta Głównego Policji. | - Dariusza Augustyniaka, I zastępcy Komendanta Głównego Policji, z pełnienia obowiązków Komendanta Głównego Policji (wyznaczony 7 grudnia 2023), - Andrzeja Szwedy-Lewandowskiego ze stanowiska Generalnego Dyrektora Ochrony Środowiska (powołany na to stanowisko 1 czerwca 2018). |
| 27 grudnia 2023 | |
| - Roberta Brochockiego do pełnienia obowiązków wiceprezesa Rządowego Centrum Legislacji, - Radosława Maćkiewicza na stanowisko dyrektora Centralnego Ośrodka Informatyki. | - Marcina Kubarka ze stanowiska dyrektora Centralnego Ośrodka Informatyki (powołany na to stanowisko 10 października 2022). |
| 28 grudnia 2023 | |
| - Rafała Staszewskiego, na stanowisko zastępcy prezesa Agencji Badań Medycznych z jednoczesnym powierzeniem obowiązków prezesa Agencji, - Radosława Nieleka na stanowisko dyrektora Naukowej i Akademickiej Sieci Komputerowej – Państwowego Instytutu Badawczego. | - Radosława Sierpińskiego ze stanowiska prezesa Agencji Badań Medycznych (powołany na to stanowisko 12 czerwca 2021), - Wojciecha Pawlaka ze stanowiska dyrektora Naukowej i Akademickiej Sieci Komputerowej – Państwowego Instytutu Badawczego. |
| 29 grudnia 2023 | |
| – | - Jacka Kitlińskiego ze stanowiska dyrektora generalnego Służby Więziennej (powołany na to stanowisko 30 stycznia 2015). |
| 31 grudnia 2023 | |
| – | - Arkadiusza Urbana ze stanowiska prezesa Krajowego Zasobu Nieruchomości (powołany na to stanowisko w grudniu 2021), - Jakuba Pyżanowskiego ze stanowiska zastępcy prezesa Krajowego Zasobu Nieruchomości, - Piotra Ziubroniewicza ze stanowiska zastępcy prezesa Krajowego Zasobu Nieruchomości. |
| grudzień 2023 | |
| - Krzysztofa Duszy na stanowisko zastępcy szefa Służby Kontrwywiadu Wojskowego, - Michała Roguskiego na stanowisko zastępcy szefa Agencji Bezpieczeństwa Wewnętrznego, - Janusza Samela na stanowisko dyrektora Centralnego Ośrodka Sportu, - Izabeli Hebdy-Czaplickiej, zastępcy dyrektora Instytutu Pracy i Spraw Socjalnych, do pełnienia obowiązków dyrektora Instytutu Pracy i Spraw Socjalnych. | - Pawła Dobrodzieja ze stanowiska zastępcy Komendanta Głównego Policji (powołany na to stanowisko 27 stycznia 2021), - Witolda Romana ze stanowiska dyrektora Centralnego Ośrodka Sportu (powołany na to stanowisko w czerwcu 2022), - Radosława Żebrowskiego ze stanowiska zastępcy szefa Agencji Bezpieczeństwa Wewnętrznego (powołany na to stanowisko 17 kwietnia 2023), - Małgorzaty Zwiercan ze stanowiska komendanta głównego Ochotniczych Hufców Pracy (powołana na to stanowisko w październiku 2021), - Piotra Modzelewskiego ze stanowiska zastępcy komendanta głównego Ochotniczych Hufców Pracy (powołany na to stanowisko 1 stycznia 2018), - Jacka Figla ze stanowiska zastępcy komendanta głównego Ochotniczych Hufców Pracy (powołany na to stanowisko w lutym 2022), - Elżbiety Bojanowskiej ze stanowiska dyrektora Instytutu Pracy i Spraw Socjalnych, - Krzysztofa Gołębiewskiego ze stanowiska Głównego Inspektora Ochrony Środowiska (powołany na to stanowisko w marcu 2023). |
| 1 stycznia 2024 | |
| - Łukasza Bałajewicza na stanowisko pierwszego zastępcy prezesa Krajowego Zasobu Nieruchomości z jednoczesnym powierzeniem obowiązków prezesa Krajowego Zasobu Nieruchomości, - Arkadiusza Borka na stanowisko drugiego zastępcy prezesa Krajowego Zasobu Nieruchomości, - Piotra Brzezińskiego na stanowisko zastępcy dyrektora Instytutu Dziedzictwa Solidarności. | – |
| 3 stycznia 2024 | |
| – | - Dariusza Augustyniaka ze stanowiska I zastępcy Komendanta Głównego Policji (powołany na to stanowisko 27 lutego 2019). |
| 4 stycznia 2024 | |
| - Magdaleny Jaworskiej-Maćkowiak na stanowisko prezesa Polskiej Agencji Żeglugi Powietrznej. | - Anity Oleksiak ze stanowiska prezesa Polskiej Agencji Żeglugi Powietrznej (powołana na to stanowisko 31 marca 2022), - Alvina Gajadhura ze stanowiska Generalnego Inspektora Transportu Drogowego (powołany na to stanowisko 7 kwietnia 2017), - Tomasza Żuchowskiego z pełnienia obowiązków Generalnego Dyrektora Dróg Krajowych i Autostrad (wyznaczony 30 sierpnia 2018), - Andrzeja Leńczuka ze stanowiska zastępcy dyrektora generalnego Służby Więziennej (powołany na to stanowisko 12 lutego 2020). |
| 9 stycznia 2024 | |
| - Macieja Jakubowskiego na stanowisko dyrektora Instytutu Badań Edukacyjnych. | - Roberta T. Ptaszka ze stanowiska dyrektora Instytutu Badań Edukacyjnych (powołany na to stanowisko 23 lipca 2021), - Agnieszki Bolesty ze stanowiska prezesa Agencji Mienia Wojskowego. |
| 10 stycznia 2024 | |
| - Marcina Horynia na stanowisko prezesa Agencji Mienia Wojskowego, - Wojciecha Legawca na stanowisko prezesa Agencji Restrukturyzacji i Modernizacji Rolnictwa, - Henryka Smolarza na stanowisko dyrektora generalnego Krajowego Ośrodka Wsparcia Rolnictwa, - Artura Czapiewskiego do pełnienia obowiązków Głównego Inspektora Transportu Drogowego, - Mariusza Feltynowskiego na stanowisko komendanta głównego Państwowej Straży Pożarnej, - Witolda Kossa na stanowisko dyrektora generalnego Lasów Państwowych, - Rafała Kochańczyka na stanowisko zastępcy Komendanta Głównego Policji. | - Haliny Szymańskiej ze stanowiska prezesa Agencji Restrukturyzacji i Modernizacji Rolnictwa (powołana na to stanowisko 10 października 2020), - Waldemara Humięckiego ze stanowiska dyrektora generalnego Krajowego Ośrodka Wsparcia Rolnictw (powołany na to stanowisko 1 kwietnia 2022), - Andrzeja Bartkowiaka ze stanowiska komendanta głównego Państwowej Straży Pożarnej (powołany na to stanowisko 5 grudnia 2019), - Józefa Kubicy ze stanowiska dyrektora generalnego Lasów Państwowych (powołany na to stanowisko w kwietniu 2021), - Gertrudy Uścińskiej ze stanowiska prezesa Zakładu Ubezpieczeń Społecznych (powołana na to stanowisko 11 lutego 2016), - Andrzeja Przyłębskiego ze stanowiska dyrektora Instytutu De Republica (powołany na to stanowisko 1 lutego 2023), - Michała Kota ze stanowiska dyrektora Instytutu Pokolenia (powołany na to stanowisko w 2021), - Konrada Wnęka ze stanowiska dyrektora Instytut Strat Wojennych im. Jana Karskiego (powołany na to stanowisko w listopadzie 2022). |
| 11 stycznia 2024 | |
| - Joanny Kopczyńskiej na stanowisko prezesa Państwowego Gospodarstwa Wodnego Wody Polskie. | - Krzysztofa Wosia ze stanowiska prezesa Państwowego Gospodarstwa Wodnego Wody Polskie (powołany na to stanowisko 31 sierpnia 2022), - Joanny Kopczyńskiej ze stanowiska zastępcy dyrektora Instytutu Meteorologii i Gospodarki Wodnej (powołana na to stanowisko w styczniu 2021), - Beaty Daszyńskiej-Muzyczki ze stanowiska prezesa zarządu Banku Gospodarstwa Krajowego (powołana to stanowisko 9 grudnia 2016). |
| 12 stycznia 2024 | |
| - Andrzeja Pecki na stanowisko dyrektora generalnego Służby Więziennej, - Jacka Bilewicza do pełnienia obowiązków pierwszego zastępcy Prokuratora Generalnego oraz Prokuratora Krajowego, - Jerzego Fijasa na stanowisko zastępcy dyrektora generalnego Lasów Państwowych, - Mateusza Balcerowicza na stanowisko zastępcy prezesa Państwowego Gospodarstwa Wodnego Wody Polski. | - Dariusza Barskiego ze stanowisk pierwszego zastępcy Prokuratora Generalnego oraz Prokuratora Krajowego (powołany na te stanowiska 18 marca 2022), - Magdaleny Kapuścińskiej ze stanowiska zastępcy dyrektora generalnego Lasów Państwowych (powołana na to stanowisko w 2022), - Jana Tabora ze stanowiska zastępcy dyrektora generalnego Lasów Państwowych (powołany na to stanowisko w 2022), - Krzysztofa Janeczko ze stanowiska zastępcy dyrektora generalnego Lasów Państwowych (powołany na to stanowisko 11 września 2016), - Arkadiusza Przybyły ze stanowiska zastępcy komendanta głównego Straży Pożarnej, - Krzysztofa Stefanowskiego ze stanowiska zastępcy Dyrektora Generalnego Służby Więziennej. |
| 15 stycznia 2024 | |
| - Leszka Szymańskiego na stanowisko zastępcy prezesa Agencji Restrukturyzacji i Modernizacji Rolnictwa, - Pawła Frytszaka na stanowisko zastępcy komendanta głównego Straży Pożarnej. | - Tomasza Kuśnierka z pełnienia obowiązków zastępcy prezesa Agencji Restrukturyzacji i Modernizacji Rolnictwa (wyznaczony 16 września 2019), - Wiesława Pietrzykowskiego ze stanowiska dyrektora Urzędu Morskiego w Gdyni (powołany na to stanowisko w 2016). |
| 16 stycznia 2024 | |
| - Anny Stelmaszyk-Świerczyńskiej na stanowisko dyrektora Urzędu Morskiego w Gdyni. | – |
| 17 stycznia 2024 | |
| - Leszka Iwaniuka na stanowisko zastępcy dyrektora generalnego Krajowego Ośrodka Wsparcia Rolnictwa, - Lucjana Zwolaka na stanowisko zastępcy dyrektora generalnego Krajowego Ośrodka Wsparcia Rolnictwa, - Sylwii Dudzik na stanowisko zastępcy prezesa Kasy Rolniczego Ubezpieczenia Społecznego. | - Marka Chibowskiego ze stanowiska zastępcy dyrektora generalnego Krajowego Ośrodka Wsparcia Rolnictwa (powołany na to stanowisko 15 marca 2022), - Jana Białkowskiego ze stanowiska zastępcy dyrektora generalnego Krajowego Ośrodka Wsparcia Rolnictwa (powołany na to stanowisko 19 kwietnia 2023), - Jacka Paziewskiego ze stanowiska zastępcy prezesa Kasy Rolniczego Ubezpieczenia Społecznego (powołany na to stanowisko 1 listopada 2022). |
| 19 stycznia 2024 | |
| - Joanny Knapińskiej, sekretarza Rady Ministrów, na stanowisko prezesa Rządowego Centrum Legislacji. | - Joanny Knapińskiej, sekretarza Rady Ministrów, z pełnienia obowiązków prezesa Rządowego Centrum Legislacji (wyznaczona 13 grudnia 2023), - Tomasza Pragi ze stanowiska komendanta głównego Straży Granicznej (powołany na to stanowisko 23 stycznia 2018), - Klaudii Podkalickiej z pełnienia obowiązków zastępcy Głównego Inspektora Transportu Drogowego (powołana na to stanowisko 24 października 2022), - Joanny Smolińskiej z pełnienia obowiązków zastępcy Głównego Inspektora Transportu Drogowego (powołana na to stanowisko 1 lipca 2020), - Pawła Lisiaka ze stanowiska Łowczego Krajowego (powołany na to stanowisko 7 lutego 2020). |
| 20 stycznia 2024 | |
| - Roberta Bagana na stanowisko komendanta głównego Straży Granicznej. | – |
| 22 stycznia 2024 | |
| - Joanny Zembaczyńskiej-Świątek do pełnienia obowiązków prezesa Polskiej Agencji Rozwoju Przedsiębiorczości. | - Mikołaja Różyckiego ze stanowiska prezesa Polskiej Agencji Rozwoju Przedsiębiorczości (powołany na to stanowisko w 2023), - Pawła Olejnika ze stanowiska zastępcy prezesa Polskiej Agencji Rozwoju Przedsiębiorczości (powołany na to stanowisko 1 października 2021). |
| 24 stycznia 2024 | |
| - Roberta Czerniawskiego na stanowisko dyrektora Instytutu Meteorologii i Gospodarki Wodnej, - Sławomira Nastała do pełnienia obowiązków zastępcy Głównego Inspektora Transportu Drogowego, - Renaty Niziołek na stanowisko zastępcy dyrektora generalnego Służby Więziennej. | - Janusza Karpa ze stanowiska dyrektora Instytutu Meteorologii i Gospodarki Wodnej (powołany na to stanowisko 1 maja 2022), - Macieja Koniora ze stanowiska zastępcy dyrektora generalnego Służby Więziennej (powołany na to stanowisko 23 października 2023). |
| 25 stycznia 2024 | |
| - Małgorzaty Wyszyńskiej na stanowisko zastępcy prezesa Agencji Mienia Wojskowego. | - Anny Salamończyk-Mochel ze stanowiska wiceprezesa Polskiej Organizacji Turystycznej (powołana na to stanowisko w lipcu 2020), - Marcina Różyckiego ze stanowiska wiceprezesa Polskiej Organizacji Turystycznej (powołany na to stanowisko w lipcu 2021). |
| 26 stycznia 2024 | |
| - Jacka Gdańskiego na stanowisko prezesa Polskiej Agencji Nadzoru Audytowego, - Krzysztofa Szamałka na stanowisko dyrektora Państwowego Instytutu Geologicznego. | - Piotra Patkowskiego ze stanowiska prezesa Polskiej Agencji Nadzoru Audytowego (powołany na to stanowisko 11 listopada 2023), - Andrzeja Głuszyńskiego z pełnienia obowiązków dyrektora Państwowego Instytutu Geologicznego (wyznaczony w styczniu 2024) oraz ze stanowiska zastępcy dyrektora Państwowego Instytutu Geologicznego. |
| 30 stycznia 2024 | |
| - Eugeniusza Grzeszczaka na stanowisko Łowczego Krajowego, - Tomasza Strzelczyka na stanowisko zastępcy szefa Centralnego Biura Antykorupcyjnego, - Tomasza Połecia na stanowisko zastępcy Głównego Inspektora Transportu Drogowego. | - Daniela Karpety ze stanowiska zastępcy szefa Centralnego Biura Antykorupcyjnego (powołany na to stanowisko 20 maja 2020). |
| 31 stycznia 2024 | |
| – | - Stanisława Pruska ze stanowiska dyrektora Głównego Instytutu Górnictwa – Państwowego Instytutu Badawczego. |
| styczeń 2024 | |
| - Adama Ciszewskiego na stanowisko zastępcy szefa Agencji Bezpieczeństwa Wewnętrznego, - Marka Stępnia na stanowisko zastępcy szefa Agencji Wywiadu, - Sławomira Lulińskiego na stanowisko zastępcy dyrektora Centralnego Ośrodka Sportu, - Jerzego Budzyna na stanowisko komendanta głównego Ochotniczych Hufców Pracy, - Andrzeja Głuszyńskiego, zastępcy dyrektora Państwowego Instytutu Geologicznego, do pełnienia obowiązków dyrektora Państwowego Instytutu Geologicznego, - Damiana Jakubika do pełnienia obowiązków Głównego Inspektora Ochrony Środowiska, - Joanny Gepfert, zastępcy dyrektora Instytutu De Republica, do pełnienia obowiązków dyrektora Instytutu De Republica, - Katarzyny Juraszek na stanowisko zastępcy komendanta głównego Ochotniczych Hufców Pracy. | - Anetty Maciejewskiej ze stanowiska zastępcy szefa Agencji Wywiadu, - Pawła Bojarskiego ze stanowiska zastępcy szefa Służby Kontrwywiadu Wojskowego (powołany na to stanowisko w maju 2019), - Marka Utrackiego ze stanowiska zastępcy szefa Służby Kontrwywiadu Wojskowego (powołany na to stanowisko w grudniu 2015), - Krzysztofa Michałkiewicza ze stanowiska prezesa Państwowego Funduszu Rehabilitacji Osób Niepełnosprawnych (powołany na to stanowisko 15 listopada 2019), - Jacka Kuźmaka ze stanowiska zastępcy dyrektora Państwowego Instytutu Weterynaryjnego - Państwowego Instytutu Badawczego w Puławach, - Pawła Rusieckiego ze stanowiska zastępcy prezesa Państwowego Gospodarstwa Wodnego Wody Polskie (powołany na to stanowisko 14 stycznia 2021), - Janusza Wrony ze stanowiska zastępcy prezesa Państwowego Gospodarstwa Wodnego Wody Polskie (powołany na to stanowisko 24 marca 2022), - Wojciecha Skowyrskiego ze stanowiska zastępcy prezesa Państwowego Gospodarstwa Wodnego Wody Polskie (powołany na to stanowisko 1 września 2022), - Magdy Gosk ze stanowiska pierwszego zastępcy Głównego Inspektora Ochrony Środowiska (powołana na to stanowisko w lutym 2022), - Krzysztofa Zielińskiego ze stanowiska zastępcy szefa Agencji Bezpieczeństwa Wewnętrznego (powołany na to stanowisko 1 lutego 2022), - Mateusza Damrata ze stanowiska dyrektora Państwowego Instytutu Geologicznego (powołany na to stanowisko w październiku 2019), - Marka Surmacza ze stanowiska zastępcy prezesa Kasy Rolniczego Ubezpieczenia Społecznego (powołany na to stanowisko 13 grudnia 2021), - Małgorzaty Gośniowskiej-Koli ze stanowiska zastępcy dyrektora generalnego Krajowego Ośrodka Wsparcia Rolnictwa (powołana na to stanowisko 1 kwietnia 2022), - Marcina Wrońskiego ze stanowiska zastępcy dyrektora generalnego Krajowego Ośrodka Wsparcia Rolnictwa (powołany na to stanowisko 2 grudnia 2019), - Piotra Zajączkowskiego ze stanowiska zastępcy dyrektora Centralnego Ośrodka Sportu (powołany na to stanowisko w grudniu 2020), - Michała Mostowskiego z pełnienia obowiązków zastępcy Głównego Inspektora Transportu Drogowego (wyznaczony 1 lutego 2022), - Magdaleny Chruścik z pełnienia obowiązków zastępcy dyrektora Polskiego Centrum Akredytacji (wyznaczona w październiku 2022). |
| 1 lutego 2024 | |
| - Olimpii Kozłowskiej na stanowisko zastępcy dyrektora Państwowego Instytutu Geologicznego, - Stanisława Z. Mikulskiego na stanowisko zastępcy dyrektora Państwowego Instytutu Geologicznego, - Jana Bondaruka, zastępcy dyrektora Głównego Instytutu Górnictwa – Państwowego Instytutu Badawczego, do pełnienia obowiązków dyrektora Głównego Instytutu Górnictwa – Państwowego Instytutu Badawczego. | - Adam Koniecznego ze stanowiska zastępcy komendanta głównego Straży Pożarnej (powołany na to stanowisko 26 lutego 2020), - Krzysztofa Hejduka ze stanowiska zastępcy komendanta głównego Straży Pożarnej (powołany na to stanowisko 6 marca 2020). |
| 2 lutego 2024 | |
| - Tomasza Michalskiego na stanowisko zastępcy komendanta głównego Straży Granicznej, - Józefa Galicy na stanowisko zastępcy komendanta głównego Straży Pożarnej, - Grzegorza Szyszko na stanowisko zastępcy komendanta głównego Straży Pożarnej, - Wiesława Radnieckiego na stanowisko członka Zarządu Głównego Polskiego Związku Łowieckiego. | - Jacka Bajgera ze stanowiska zastępcy komendanta głównego Straży Granicznej (powołany na to stanowisko 17 listopada 2005). |
| 5 lutego 2024 | |
| - Marka Augustyna na stanowisko zastępcy prezesa Narodowego Funduszu Zdrowia, - Roberta Gajdy na stanowisko zastępcy prezesa Narodowego Funduszu Ochrony Środowiska i Gospodarki Wodnej, - Pawła Augustyna na stanowisko zastępcy prezesa Narodowego Funduszu Ochrony Środowiska i Gospodarki Wodnej, - Józefa Matysiaka na stanowisko zastępcy prezesa Narodowego Funduszu Ochrony Środowiska i Gospodarki Wodnej. | - Pawła Ostrowskiego ze stanowiska zastępcy prezesa Agencji Mienia Wojskowego (powołany na to stanowisko 1 grudnia 2023). |
| 6 lutego 2024 | |
| - Tomasza Jacka na stanowisko dyrektora Instytutu Zootechniki – Państwowego Instytutu Badawczego, - Marka Budzicha do pełnienia obowiązków zastępcy prezesa Agencji Restrukturyzacji i Modernizacji Rolnictwa, - Tomasza Nawrockiego na stanowisko zastępcy prezesa Agencji Restrukturyzacji i Modernizacji Rolnictwa. | - Krzysztofa Dudy ze stanowiska dyrektora Instytutu Zootechniki – Państwowego Instytutu Badawczego (powołany na to stanowisko w 2020), - Roberta Kaczmarka ze stanowiska dyrektora Filmoteki Narodowej – Instytutu Audiowizualnego (powołany na to stanowisko 22 lutego 2022), - Ryszarda Zarudzkiego ze stanowiska zastępcy prezesa zastępcy prezesa Agencji Restrukturyzacji i Modernizacji Rolnictwa (powołany na to stanowisko 17 maja 2023), - Jerzego Radonia ze stanowiska zastępcy prezesa zastępcy prezesa Agencji Restrukturyzacji i Modernizacji Rolnictwa (powołany na to stanowisko 26 września 2023). |
| 7 lutego 2024 | |
| - Jarosława Czuby, zastępcy dyrektora Filmoteki Narodowej – Instytutu Audiowizualnego, do pełnienia obowiązków dyrektora Filmoteki Narodowej – Instytutu Audiowizualnego. | – |
| 8 lutego 2024 | |
| - Dariusza Dąbka na stanowisko dyrektora Instytutu Łączności, - Adama Skwary na stanowisko zastępcy dyrektora Instytutu Łączności, - Pawła Pławiaka na stanowisko zastępcy dyrektora Instytutu Łączności. | - Pawła Pławiaka z pełnienia obowiązków dyrektora Instytutu Łączności (powołany na to stanowisko 4 grudnia 2023) oraz z pełnienia obowiązków zastępcy dyrektora Instytutu Łączności (powołany na to stanowisko 2 listopada 2021). |
| 12 lutego 2024 | |
| - Bogdana Jaroszewicza na stanowisko zastępcy dyrektora generalnego Lasów Państwowych, - Beaty Strzałkowskiej, zastępcy dyrektora Lotniczego Pogotowia Ratunkowego, do pełnienia obowiązków dyrektora Lotniczego Pogotowia Ratunkowego. | - Roberta Gałązkowskiego ze stanowiska dyrektora Lotniczego Pogotowia Ratunkowego (powołany na to stanowisko w 2008). |
| 13 lutego 2024 | |
| - Marcina Polaka na stanowisko zastępcy dyrektora generalnego Lasów Państwowych, - Dariusza Korneluka na stanowisko zastępcy Prokuratora Krajowego. | - Beaty Sobieraj-Skoniecznej ze stanowiska zastępcy Prokuratora Krajowego (powołana na to stanowisko 4 stycznia 2023), - Adama Skwary ze stanowiska zastępcy dyrektora Instytutu Łączności (powołany na to stanowisko 8 lutego 2024). |
| 14 lutego 2024 | |
| - Tomasza Kajzera na stanowisko komendanta głównego Żandarmerii Wojskowej, - Edyty Korolczuk na stanowisko zastępcy komendanta głównego Żandarmerii Wojskowej. | - Tomasza Połucha ze stanowiska komendanta głównego Żandarmerii Wojskowej (powołany na to stanowisko 1 marca 2016), - Roberta Jędrychowskiego ze stanowiska zastępcy komendanta głównego Żandarmerii Wojskowej (powołany na to stanowisko 18 kwietnia 2011), - Wiesława Oleszka ze stanowiska dyrektora Instytutu Uprawy, Nawożenia i Gleboznawstwa – Państwowego Instytutu Badawczego, - Teresy Doroszewskiej ze stanowiska zastępcy dyrektora Instytutu Uprawy, Nawożenia i Gleboznawstwa – Państwowego Instytutu Badawczego, - Andrzeja Dybczyńskiego ze stanowiska prezesa Sieci Badawczej Łukasiewicz (powołany na to stanowisko 17 lutego 2023). |
| 15 lutego 2024 | |
| - Urszuli Starakiewicz-Krawczyk do pełnienia obowiązków dyrektora Instytutu Rozwoju Języka Polskiego im. Św. Maksymiliana Marii Kolbego, - Roberta Brochockiego na stanowisko wiceprezesa Rządowego Centrum Legislacji, - Dariusza Drozdowskiego na stanowisko zastępcy szefa Centralnego Biura Antykorupcyjnego, - Mariusza Matyki na stanowisko dyrektora Instytutu Uprawy, Nawożenia i Gleboznawstwa – Państwowego Instytutu Badawczego. | - Jacka Gołębiowskiego ze stanowiska dyrektora Instytutu Rozwoju Języka Polskiego im. Św. Maksymiliana Marii Kolbego (powołany na to stanowisko 15 grudnia 2022), - Roberta Brochockiego z pełnienia obowiązków wiceprezesa Rządowego Centrum Legislacji (powołany na to stanowisko 27 grudnia 2023), - Marcina Steca ze stanowiska zastępcy szefa Centralnego Biura Antykorupcyjnego (powołany na to stanowisko 17 kwietnia 2023). |
| 16 lutego 2024 | |
| - Anny Chrościckiej na stanowisko zastępcy dyrektora Instytutu Rozwoju Języka Polskiego im. Św. Maksymiliana Marii Kolbego. | - Jacka Janowiaka ze stanowiska zastępcy dyrektora Instytutu Rozwoju Języka Polskiego im. Św. Maksymiliana Marii Kolbego, - Łukasza Hardta ze stanowiska przewodniczącego rady nadzorczej Zakładu Ubezpieczeń Społecznych (powołany na to stanowisko 22 października 2022). |
| 20 lutego 2024 | |
| - Lecha Parella na stanowisko szefa Urzędu do Spraw Kombatantów i Osób Represjonowanych. | - Jana Józefa Kasprzyka ze stanowiska szefa Urzędu do Spraw Kombatantów i Osób Represjonowanych (powołany na to stanowisko 13 września 2017). |
| 21 lutego 2024 | |
| - Zbigniewa Muszyńskiego na stanowisko dyrektora Rządowego Centrum Bezpieczeństwa. | - Marka Kubiaka ze stanowiska dyrektora Rządowego Centrum Bezpieczeństwa (powołany na to stanowisko 20 czerwca 2020). |
| 22 lutego 2024 | |
| - Grzegorza Jankowicza na stanowisko pełnomocnika ministra kultury i dziedzictwa narodowego ds. połączenia Instytutu Książki i Instytutu Literatury, - Krzysztofa Kowalewskiego na stanowisko członka Zarządu Głównego Polskiego Związku Łowieckiego. | – |
| 23 lutego 2024 | |
| - Wojciecha Kobusa na stanowisko pełnomocnika ministra kultury i dziedzictwa narodowego ds. połączenia Biura „Niepodległa” i Instytutu Adama Mickiewicza, - Łukasza Czwojdy na stanowisko pełnomocnika ministra kultury i dziedzictwa narodowego ds. połączenia Narodowego Instytutu Dziedzictwa i Narodowego Instytutu Konserwacji Zabytków. | – |
| 26 lutego 2024 | |
| - Małgorzaty Wilk-Grzywny na stanowisko wiceprezesa Polskiej Organizacji Turystycznej. | – |
| 27 lutego 2024 | |
| - Janusza Bohatkiewicza na stanowisko dyrektora Instytutu Badawczego Dróg i Mostów, - Piotra Otawskiego na stanowisko Generalnego Dyrektora Ochrony Środowiska. | - Mariusza Urbańskiego ze stanowiska dyrektora Instytutu Badawczego Dróg i Mostów. |
| 29 lutego 2024 | |
| – | - Iwony Wieczorek ze stanowiska dyrektora Narodowego Instytutu Samorządu Terytorialnego (powołana na to stanowisko 27 stycznia 2016). |
| luty 2024 | |
| - Pawła Chomentowskiego na stanowisko zastępcy szefa Agencji Bezpieczeństwa Wewnętrznego. - Liwiusza Laski na stanowisko przewodniczącego rady nadzorczej Zakładu Ubezpieczeń Społecznych, - Grzegorza Tumelisa na stanowisko zastępcy prezesa Polskiej Agencji Żeglugi Powietrznej, - Agnieszki First na stanowisko zastępcy dyrektora Transportowego Dozoru Technicznego, - Marka Wigiera na stanowisko dyrektora Instytutu Ekonomiki Rolnictwa i Gospodarki Żywnościowej. | - Moniki Garnek-Owczarczyk ze stanowiska zastępcy dyrektora Narodowego Instytutu Kultury i Dziedzictwa Wsi (powołana na to stanowisko w grudniu 2021), - Łukasza Wieczorka ze stanowiska zastępcy dyrektora Narodowego Instytutu Kultury i Dziedzictwa Wsi (powołany na to stanowisko we wrześniu 2021), - Wiktora Pilarczyka ze stanowiska zastępcy prezesa Polskiej Agencji Żeglugi Powietrznej (powołany na to stanowisko 10 czerwca 2022), - Mirosława Miętusa ze stanowiska zastępcy dyrektora Instytutu Meteorologii i Gospodarki Wodnej (powołany na to stanowisko w styczniu 2021), - Jarosława Szajnera ze stanowiska szefa Urzędu do Spraw Cudzoziemców (powołany na to stanowisko 1 sierpnia 2019), - Wiesława Czechowskiego z pełnienia obowiązków zastępcy Głównego Inspektora Ochrony Środowiska (powołany na to stanowisko 23 marca 2023), - Janusza Durlika ze stanowiska zastępcy dyrektora Centrum Badania Opinii Społecznej, - Sylwii Łaby ze stanowiska dyrektora Instytutu Ekonomiki Rolnictwa i Gospodarki Żywnościowej. |
| 1 marca 2024 | |
| - Marka Roszko na stanowisko dyrektora Instytutu Biotechnologii Przemysłu Rolno-Spożywczego, - Elżbiety Osińskiej-Kassa na stanowisko zastępcy dyrektora Narodowego Instytutu Kultury i Dziedzictwa Wsi, - Michała Świtalskiego na stanowisko zastępcy prezesa Agencji Mienia Wojskowego. | - Artura Świergiela ze stanowiska dyrektora Instytutu Biotechnologii Przemysłu Rolno-Spożywczego (powołany na to stanowisko 1 sierpnia 2017). |
| 4 marca 2024 | |
| - Roberta Piaskowskiego na stanowisko dyrektora Narodowego Centrum Kultury, - Rafała Wiśniewskiego na stanowisko zastępcy dyrektora Narodowego Centrum Kultury. | - Rafała Wiśniewskiego ze stanowiska dyrektora Narodowego Centrum Kultury (powołany na to stanowisko 16 stycznia 2017). |
| 5 marca 2024 | |
| - Doroty Kaweckiej na stanowisko szefa Służby Wywiadu Wojskowego, - Agnieszki Kwiatkowskiej-Gurdak na stanowisko szefa Centralnego Biura Antykorupcyjnego, - Jarosława Stróżyka na stanowisko szefa Służby Kontrwywiadu Wojskowego, - Rafała Syrysko na stanowisko szefa Agencji Bezpieczeństwa Wewnętrznego, - Pawła Szoty na stanowisko szefa Agencji Wywiadu. | - Doroty Kaweckiej z pełnienia obowiązków szefa Służby Wywiadu Wojskowego (powołana na to stanowisko 19 grudnia 2023), - Agnieszki Kwiatkowskiej-Gurdak z pełnienia obowiązków szefa Centralnego Biura Antykorupcyjnego (powołana na to stanowisko 19 grudnia 2023), - Jarosława Stróżyka z pełnienia obowiązków szefa Służby Kontrwywiadu Wojskowego (powołany na to stanowisko 19 grudnia 2023), - Rafała Syrysko z pełnienia obowiązków szefa Agencji Bezpieczeństwa Wewnętrznego (powołany na to stanowisko 19 grudnia 2023), - Pawła Szoty z pełnienia obowiązków szefa Agencji Wywiadu (powołany na to stanowisko 19 grudnia 2023). |
| 7 marca 2024 | |
| - Jerzego Małachowskiego do pełnienia obowiązków dyrektora Narodowego Centrum Badań i Rozwoju, - Przemysława Kuny na stanowiska zastępcy dyrektora Naukowej i Akademickiej Sieci Komputerowej – Państwowego Instytutu Badawczego oraz dyrektora ds. Ogólnopolskiej Sieci Edukacyjnej. | - Jacka Orła ze stanowiska dyrektora Narodowego Centrum Badań i Rozwoju (powołany na to stanowisko w październiku 2023), - Dominika Kopery ze stanowisk zastępcy dyrektora Naukowej i Akademickiej Sieci Komputerowej – Państwowego Instytutu Badawczego oraz dyrektora ds. Ogólnopolskiej Sieci Edukacyjnej (powołany na te stanowiska 1 grudnia 2022). |
| 8 marca 2024 | |
| - Pawła Woźniaka do pełnienia obowiązków Generalnego Dyrektora Dróg Krajowych i Autostrad, - Piotra Suwalskiego do pełnienia obowiązków dyrektora Państwowego Instytutu Medycznego MSWiA. | - Waldemara Wierzby ze stanowiska dyrektora Państwowego Instytutu Medycznego MSWiA (powołany na to stanowisko 13 stycznia 2023). |
| 13 marca 2024 | |
| - Michała Brauna do pełnienia obowiązków dyrektora Narodowego Instytutu Wolności – Centrum Rozwoju Społeczeństwa Obywatelskiego, - Andrzeja Rybusa-Tołłoczko na stanowisko zastępcy dyrektora Narodowego Instytutu Wolności – Centrum Rozwoju Społeczeństwa Obywatelskiego, - Tomasza Ciodyka na stanowisko zastępcy dyrektora generalnego Krajowego Ośrodka Wsparcia Rolnictwa, - Miłosza Anczakowskiego na stanowisko zastępcy prezesa Narodowego Funduszu Zdrowia. | - Wojciecha Kaczmarczyka ze stanowiska dyrektora Narodowego Instytutu Wolności – Centrum Rozwoju Społeczeństwa Obywatelskiego (powołany na to stanowisko w listopadzie 2017), - Przemysława Jaśkiewicza ze stanowiska zastępcy dyrektora Narodowego Instytutu Wolności – Centrum Rozwoju Społeczeństwa Obywatelskiego, - Michała Rulskiego ze stanowiska zastępcy dyrektora Narodowego Instytutu Wolności – Centrum Rozwoju Społeczeństwa Obywatelskiego. |
| 14 marca 2024 | |
| - Dariusza Korneluka na stanowiska pierwszego zastępcy Prokuratora Generalnego oraz Prokuratora Krajowego, - Bartłomieja Turbiarza na stanowisko zastępcy Dyrektora Generalnego Służby Więziennej. | - Jacka Bilewicza z pełnienia obowiązków pierwszego zastępcy Prokuratora Generalnego oraz Prokuratora Krajowego (powołany na te stanowiska 12 stycznia 2024), - Dariusza Korneluka ze stanowiska zastępcy Prokuratora Krajowego (powołany na to stanowisko 13 lutego 2024), - Piotra Sękowskiego ze stanowiska zastępcy Dyrektora Generalnego Służby Więziennej (powołany na to stanowisko 23 marca 2022). |
| 15 marca 2024 | |
| - Doroty Zawadzkiej-Stępniak na stanowisko prezesa Narodowego Funduszu Ochrony Środowiska i Gospodarki Wodnej, - Michała Rzytkiego na stanowisko zastępcy dyrektora Polskiego Centrum Akredytacji. | – |
| 19 marca 2024 | |
| - Adama Kalbarczyka na stanowisko dyrektora Ośrodka Rozwoju Polskiej Edukacji za Granicą. | - Agnieszki Koterla z pełnienia obowiązków dyrektora Ośrodka Rozwoju Polskiej Edukacji za Granicą (powołana na to stanowisko 3 września 2021). |
| 20 marca 2024 | |
| - Michała Trębacza do pełnienia obowiązków dyrektora Żydowskiego Instytutu Historycznego. | - Moniki Krawczyk ze stanowiska dyrektora Żydowskiego Instytutu Historycznego (powołany na to stanowisko 1 stycznia 2021). |
| 21 marca 2024 | |
| - Marka Boronia na stanowisko Komendanta Głównego Policji, - Andrzeja Suchenka na stanowisko dyrektora Ośrodka Rozwoju Edukacji. | - Marka Boronia z pełnienia obowiązków Komendanta Głównego Policji oraz ze stanowiska zastępcy Komendanta Głównego Policji (powołany na te stanowiska 22 grudnia 2023), - Marzenny Habib, zastępcy dyrektora Ośrodka Rozwoju Edukacji, z pełnienia obowiązków dyrektora Ośrodka Rozwoju Edukacji. |
| 25 marca 2024 | |
| – | - Adama Mirka ze stanowiska prezesa Wyższego Urzędu Górniczego (powołany na to stanowisko 1 marca 2017). |
| 26 marca 2024 | |
| - Mariusza Kowalewskiego na stanowisko zastępcy dyrektora Państwowego Instytutu Medycznego MSWiA, - Konstantego Szułdrzyńskiego na stanowisko zastępcy dyrektora Państwowego Instytutu Medycznego MSWiA, - Krzysztofa Króla, wiceprezesa Wyższego Urzędu Górniczego, do pełnienia obowiązków prezesa Wyższego Urzędu Górniczego. | – |
| 27 marca 2024 | |
| - Dariusza Rohde na stanowisko prezesa Kasy Rolniczego Ubezpieczenia Społecznego, - Krzysztofa Jażdżewskiego na stanowisko Głównego Lekarza Weterynarii. | - Aleksandry Hadzik ze stanowiska prezesa Kasy Rolniczego Ubezpieczenia Społecznego (powołana na to stanowisko 29 października 2018), - Pawła Niemczuka ze stanowiska Głównego Lekarza Weterynarii (powołany na to stanowisko 9 listopada 2021), - Krzysztofa Jażdżewskiego ze stanowiska zastępcy Głównego Lekarza Weterynarii (powołany na to stanowisko 27 kwietnia 2021), - Michała Kuczmierowskiego ze stanowiska prezesa Rządowej Agencji Rezerw Strategicznych. |
| 28 marca 2024 | |
| - Daniela Rutkowskiego na stanowisko prezesa Agencji Oceny Technologii Medycznych i Taryfikacji, - Aleksandry Ukalskiej–Jarugi na stanowisko zastępca dyrektora Instytutu Uprawy, Nawożenia i Gleboznawstwa, - Jarosława Stalengi na stanowisko zastępca dyrektora Instytutu Uprawy, Nawożenia i Gleboznawstwa. | - Daniela Rutkowskiego ze stanowiska zastępcy prezesa Agencji Oceny Technologii Medycznych i Taryfikacji (powołany na to stanowisko w lutym 2023). |
| marzec 2024 | |
| - Bogdana Rosy na stanowisko zastępcy dyrektora Instytutu Meteorologii i Gospodarki Wodnej, - Huberta Cichockiego na stanowisko prezesa Sieci Badawczej Łukasiewicz, - Wiesława Skwarko na stanowisko wiceprezesa Sieci Badawczej Łukasiewicz. | - Marcina Kraski ze stanowiska wiceprezesa Sieci Badawczej Łukasiewicz, - Krystiana Saksa ze stanowiska wiceprezesa Sieci Badawczej Łukasiewicz. - Grzegorza Tumelisa ze stanowiska zastępcy prezesa Polskiej Agencji Żeglugi Powietrznej (powołany na to stanowisko w lutym 2024), - Beaty Janowczyk ze stanowiska zastępcy dyrektora Rządowego Centrum Bezpieczeństwa (powołana na to stanowisko 29 czerwca 2023), - Piotra Krasińskiego ze stanowiska zastępcy dyrektora Narodowego Centrum Badań i Rozwoju (powołany na to stanowisko 1 października 2023), - Marcina Sobczaka ze stanowiska zastępcy dyrektora Narodowego Centrum Badań i Rozwoju (powołany na to stanowisko 16 października 2023), - Dariusza Lipowskiego ze stanowiska zastępcy dyrektora Żydowskiego Instytutu Historycznego, - Marcina Wasilewskiego ze stanowiska zastępcy prezesa Rządowej Agencji Rezerw Strategicznych. |
| 1 kwietnia 2024 | |
| - Jacka Jarząbka na stanowisko zastępcy prezesa Państwowego Gospodarstwa Wodnego Wody Polskie. | - Beaty Orlik ze stanowiska zastępcy prezesa Państwowego Gospodarstwa Wodnego Wody Polskie (powołana na to stanowisko w lipcu 2021). |
| 4 kwietnia 2024 | |
| - Roberta Kaźmierczaka, zastępcy dyrektora Instytutu Książki, do pełnienia obowiązków dyrektora Instytutu Książki, - Karoliny Sochańskiej-Domagały do pełnienia obowiązków prezesa Rządowej Agencji Rezerw Strategicznych. | - Dariusza Jaworskiego ze stanowiska dyrektora Instytutu Książki (powołany na to stanowisko 4 kwietnia 2016). |
| 9 kwietnia 2024 | |
| - Tomasza Jackiewicza na stanowisko zastępcy komendanta Służby Ochrony Państwa, - Macieja Lewińskiego na stanowisko zastępcy komendanta Służby Ochrony Państwa. | - Bartłomieja Hebdy ze stanowiska zastępcy komendanta Służby Ochrony Państwa, - Włodzimierza Gawędy ze stanowiska zastępcy komendanta Służby Ochrony Państwa. |
| 10 kwietnia 2024 | |
| - Małgorzaty Szafoni na stanowisko zastępcy prezesa Narodowego Funduszu Ochrony Środowiska i Gospodarki Wodnej, - Mariusza Madejczyka na stanowiska zastępcy dyrektora Naukowej i Akademickiej Sieci Komputerowej – Państwowego Instytutu Badawczego oraz dyrektora ds. nowych technologii dla polityk publicznych w NASK. | - Roberta Króla ze stanowisk zastępcy dyrektora Naukowej i Akademickiej Sieci Komputerowej – Państwowego Instytutu Badawczego oraz dyrektora ds. nowych technologii dla polityk publicznych w NASK. |
| 11 kwietnia 2024 | |
| - Adama Leszczyńskiego do pełnienia obowiązków dyrektora Instytutu Dziedzictwa Myśli Narodowej im. Romana Dmowskiego i Ignacego Jana Paderewskiego, - Wojciecha Kozłowskiego, zastępcy dyrektora Instytutu Solidarności i Męstwa im W. Pileckiego, do pełnienia obowiązków dyrektora Instytutu Solidarności i Męstwa im W. Pileckiego, - Kamili Dorbach do pełnienia obowiązków dyrektora Polskiego Instytutu Sztuki Filmowej, - Sylwii Tryc do pełnienia obowiązków dyrektora Narodowego Instytutu Polskiego Dziedzictwa Kulturowego za Granicą „Polonika”, - Tomasza Cytrynowicza na stanowisko szefa Urzędu do Spraw Cudzoziemców, - Anny Ronikier-Dolańskiej na stanowisko zastępcy Generalnego Dyrektora Ochrony Środowiska. | - Jana Żaryna z pełnienia obowiązków dyrektora Instytutu Dziedzictwa Myśli Narodowej im. Romana Dmowskiego i Ignacego Jana Paderewskiego (powołany na to stanowisko w lutym 2022), - Magdaleny Gawin ze stanowiska dyrektora Instytutu Solidarności i Męstwa im W. Pileckiego (powołana na to stanowisko 1 stycznia 2022), - Radosława Śmigulskiego ze stanowiska dyrektora Polskiego Instytutu Sztuki Filmowej (powołany na to stanowisko 7 grudnia 2017), - Doroty Janiszewskiej-Jakubiak ze stanowiska dyrektora Narodowego Instytutu Polskiego Dziedzictwa Kulturowego za Granicą „Polonika”. |
| 12 kwietnia 2024 | |
| - Mirosława Czekaja na stanowisko prezesa Banku Gospodarstwa Krajowego, - Marty Postuły na stanowisko pierwszego wiceprezesa zarządu Banku Gospodarstwa Krajowego. | – |
| 16 kwietnia 2024 | |
| - Juliana Rottera do pełnienia obowiązków prezesa Urzędu Lotnictwa Cywilnego, - Joanny Piekutowskiej na stanowisko Głównego Inspektora Ochrony Środowiska. | - Piotra Samsona ze stanowiska prezesa Urzędu Lotnictwa Cywilnego (powołany na to stanowisko 22 grudnia 2016), - Damiana Jakubika z pełnienia obowiązków Głównego Inspektora Ochrony Środowiska (powołany na to stanowisko w styczniu 2024). |
| 18 kwietnia 2024 | |
| - Stanisława Drozdowskiego na stanowisko dyrektora Instytutu Badawczego Leśnictwa. | - Jacka Hilszczańskiego ze stanowiska dyrektora Instytutu Badawczego Leśnictwa (powołany na to stanowisko w styczniu 2018). |
| 19 kwietnia 2024 | |
| - Jana Szopińskiego na stanowisko zastępcy dyrektora generalnego Krajowego Ośrodka Wsparcia Rolnictwa, - Jakuba Kubackiego na stanowisko zastępcy Głównego Lekarza Weterynarii. | – |
| 23 kwietnia 2024 | |
| - Agnieszki Sowy-Kofty na stanowisko dyrektora Instytutu Pracy i Spraw Socjalnych. | - Izabeli Hebdy-Czaplickiej, zastępcy dyrektora Instytutu Pracy i Spraw Socjalnych, z pełnienia obowiązków dyrektora Instytutu Pracy i Spraw Socjalnych (powołana na to stanowisko w grudniu 2023). |
| 24 kwietnia 2024 | |
| - Olgi Wysockiej na stanowisko dyrektora Instytutu Adama Mickiewicza, - Konrada Turkowskiego na stanowisko dyrektora Instytutu Rybactwa Śródlądowego im. Stanisława Sakowicza - Państwowego Instytutu Badawczego w Olsztynie. | - Barbary Schabowskiej ze stanowiska dyrektora Instytutu Adama Mickiewicza (powołana na to stanowisko 9 czerwca 2020), - Grzegorza Dietricha ze stanowiska dyrektora Instytutu Rybactwa Śródlądowego im. Stanisława Sakowicza - Państwowego Instytutu Badawczego w Olsztynie. |
| 26 kwietnia 2024 | |
| - Macieja Klisia na stanowisko wiceprezesa zarządu Banku Gospodarstwa Krajowego. | – |
| 30 kwietnia 2024 | |
| - Zbigniewa Derdziuka na stanowisko prezesa Zakładu Ubezpieczenień Społecznych. | - Wojciecha Kalwata ze stanowiska dyrektora Biura „Niepodległa”, - Karola Gajewskiego ze stanowiska zastępcy dyrektora Biura „Niepodległa”, - Wojciecha Kobusa ze stanowiska pełnomocnika ministra kultury i dziedzictwa narodowego ds. połączenia Biura „Niepodległa” i Instytutu Adama Mickiewicza (powołany na to stanowisko 23 lutego 2024). |
| kwiecień 2024 | |
| - Marka Kowalskiego na stanowisko zastępcy dyrektora Instytutu Meteorologii i Gospodarki Wodnej. | - Anety Burghardt ze stanowiska zastępcy prezesa Agencji Restrukturyzacji i Modernizacji Rolnictwa (powołana na to stanowisko 10 października 2023). |
| 1 maja 2024 | |
| - powołanie Instytutu Adama Mickiewicza z połączenia Biura „Niepodległa” z Instytutem Adama Mickiewicza, - Małgorzaty Kuźmy na stanowisko zastępcy dyrektora Instytutu Badawczego Dróg i Mostów, - Beaty Andres do pełnienia obowiązków dyrektora Biura Nasiennictwa Leśnego. | - Mieczysławy Lipskiej ze stanowiska dyrektora Biura Nasiennictwa Leśnego (powołana na to stanowisko 11 sierpnia 2022). |
| 8 maja 2024 | |
| - Niny Sapy na stanowisko zastępcy dyrektora Narodowego Instytutu Kultury i Dziedzictwa Wsi. | – |
| 10 maja 2024 | |
| - Marka Jamrogowicza na stanowisko zastępcy Prokuratora Krajowego, - Jarosława Zagórowskiego na stanowisko dyrektora Głównego Instytutu Górnictwa – Państwowego Instytutu Badawczego, - powołanie Instytutu Różnorodności Językowej Rzeczypospolitej. | - Jana Bondaruka, zastępcy dyrektora Głównego Instytutu Górnictwa – Państwowego Instytutu Badawczego, z pełnienia obowiązków dyrektora Głównego Instytutu Górnictwa – Państwowego Instytutu Badawczego (powołany na to stanowisko 1 lutego 2024). - Izabeli Szymajdy-Wojciechowskiej ze stanowiska zastępcy prezesa Urzędu Lotnictwa Cywilnego (powołana na to stanowisko 26 listopada 2012). |
| 14 maja 2024 | |
| - Moniki Kallisty na stanowisko kanclerza Polskiej Akademii Nauk. | – |
| 15 maja 2024 | |
| - Magdaleny Żmudy na stanowisko zastępcy prezesa Państwowego Gospodarstwa Wodnego Wody Polskie, - Heleny Rudzis-Gruchały na stanowisko zastępcy prezesa Kasy Rolniczego Ubezpieczenia Społecznego, - Anny Wotlińskiej do pełnienia obowiązków dyrektora Instytutu Różnorodności Językowej Rzeczypospolitej. | – |
| 16 maja 2024 | |
| - Marcina Górskiego na stanowisko zastępcy dyrektora Instytutu Rozwoju Języka Polskiego im. Świętego Maksymiliana Marii Kolbego | - Anny Chrościckiej ze stanowiska zastępcy dyrektora Instytutu Rozwoju Języka Polskiego im. Świętego Maksymiliana Marii Kolbego (powołana na to stanowisko 16 lutego 2024). |
| 17 maja 2024 | |
| - Katarzyny Duber-Stachurskiej na stanowisko prezesa Polskiej Agencji Rozwoju Przedsiębiorczości, - Joanny Zembaczyńskiej-Świątek na stanowisko zastępcy prezesa Polskiej Agencji Rozwoju Przedsiębiorczości. | - Joanny Zembaczyńskiej-Świątek z pełnienia obowiązków prezesa Polskiej Agencji Rozwoju Przedsiębiorczości (powołana na to stanowisko 22 stycznia 2024). |
| 22 maja 2024 | |
| - Anny Bober na stanowisko zastępcy Głównego Geodety Kraju, - Filipa Prusika-Serbinowskiego na stanowisko zastępcy Głównego Inspektora Nadzoru Budowlanego. | – |
| 31 maja 2024 | |
| – | - zniesienie Instytutu Książki, - zniesienie Instytutu Literatury, - Roberta Kaźmierczaka, zastępcy dyrektora Instytutu Książki, z pełnienia obowiązków dyrektora Instytutu Książki (powołany na to stanowisko 4 kwietnia 2024), - Roberta Kaźmierczaka ze stanowiska zastępcy dyrektora Instytutu Książki. - Józefa Ruszara ze stanowiska dyrektora Instytutu Literatury (powołany na to stanowisko 14 stycznia 2020), - Pawła Nowakowskiego ze stanowiska zastępcy dyrektora Instytutu Literatury, - Grzegorza Jankowicza ze stanowiska pełnomocnika ministra kultury i dziedzictwa narodowego ds. połączenia Instytutu Książki i Instytutu Literatury (powołany na to stanowisko 22 lutego 2024). |
| maj 2024 | |
| - Agnieszki Olszewskiej na stanowisko wiceprezesa Urzędu Zamówień Publicznych, - Elżbiety Osińskiej-Kassa, zastępcy dyrektora Narodowego Instytutu Kultury i Dziedzictwa Wsi, do pełnienia obowiązków dyrektora Narodowego Instytutu Kultury i Dziedzictwa Wsi. | - Katarzyny Saks ze stanowiska dyrektora Narodowego Instytutu Kultury i Dziedzictwa Wsi (powołana na to stanowisko 1 maja 2021), - Małgorzaty Dziedziak ze stanowiska zastępcy prezesa Narodowego Funduszu Zdrowia (powołana na to stanowisko 1 marca 2022), - Krzysztofa Urbaniaka ze stanowiska zastępcy Prokuratora Generalnego. |
| 1 czerwca 2024 | |
| - powołanie Instytutu Książki z połączenia Instytutu Książki oraz Instytutu Literatury, - Grzegorza Jankowicza na stanowisko dyrektora Instytutu Książki, - Marcina Podgórskiego na stanowisko dyrektora Lotniczego Pogotowia Ratunkowego, - Alicji Michalik-Kucińskiej na stanowisko zastępcy prezesa Państwowego Gospodarstwa Wodnego Wody Polskie. | - Beaty Strzałkowskiej, zastępcy dyrektora Lotniczego Pogotowia Ratunkowego, z pełnienia obowiązków dyrektora Lotniczego Pogotowia Ratunkowego (powołana na to stanowisko 12 lutego 2024), - Marcina Podgórskiego ze stanowiska zastępcy dyrektora Lotniczego Pogotowia Ratunkowego. |
| 3 czerwca 2024 | |
| - Piotra Litwy na stanowisko prezesa Wyższego Urzędu Górniczego, - Huberta Meronka na stanowisko zastępcy prezesa Polskiej Agencji Żeglugi Powietrznej. | - Krzysztofa Króla, wiceprezesa Wyższego Urzędu Górniczego, z pełnienia obowiązków prezesa Wyższego Urzędu Górniczego (powołany na to stanowisko 26 marca 2024). |
| 4 czerwca 2024 | |
| – | - Dawida Kosteckiego ze stanowiska dyrektora Narodowej Agencji Wymiany Akademickiej (powołany na to stanowisko w 2022). |
| 7 czerwca 2024 | |
| - Jerzego Małachowskiego na stanowisko dyrektora Narodowego Centrum Badań i Rozwoju, - Waldemara Żurka na stanowisko zastępcy dyrektora Krajowej Szkoły Sądownictwa i Prokuratury. | - Jerzego Małachowskiego z pełnienia obowiązków dyrektora Narodowego Centrum Badań i Rozwoju (powołany na to stanowisko 7 marca 2024). |
| 10 czerwca 2024 | |
| - powołanie Narodowego Instytutu Dziedzictwa z połączenia Narodowego Instytutu Dziedzictwa oraz Narodowego Instytutu Konserwacji Zabytków, - Marly Happach do pełnienia obowiązków dyrektora Narodowego Instytutu Dziedzictwa, - Zofii Sawickiej, zastępcy dyrektora Narodowej Agencji Wymiany Akademickiej, do pełnienia obowiązków dyrektora Narodowej Agencji Wymiany Akademickiej. | - zniesienie Narodowego Instytutu Dziedzictwa, - Katarzyny Zalasińskiej ze stanowiska dyrektora Narodowego Instytutu Dziedzictwa (powołana na to stanowisko 1 stycznia 2022), - zniesienie Narodowego Instytutu Konserwacji Zabytków, - Michała Laszczkowskiego ze stanowiska dyrektora Narodowego Instytutu Konserwacji Zabytków (powołany na to stanowisko w 2023), - Łukasza Czwojdy ze stanowiska pełnomocnika ministra kultury i dziedzictwa narodowego ds. połączenia Narodowego Instytutu Dziedzictwa i Narodowego Instytutu Konserwacji Zabytków (powołany na to stanowisko 23 lutego 2024). |
| 12 czerwca 2024 | |
| – | - Wojciecha Federczyka ze stanowiska dyrektora Krajowej Szkoły Administracji Publicznej im. Prezydenta Rzeczypospolitej Polskiej Lecha Kaczyńskiego. |
| 13 czerwca 2024 | |
| - Michała Brauna na stanowisko dyrektora Narodowego Instytutu Wolności – Centrum Rozwoju Społeczeństwa Obywatelskiego, - Małgorzaty Bywanis-Jodlińskiej na stanowisko dyrektora Krajowej Szkoły Administracji Publicznej im. Prezydenta Rzeczypospolitej Polskiej Lecha Kaczyńskiego. | - Michała Brauna z pełnienia obowiązków dyrektora Narodowego Instytutu Wolności – Centrum Rozwoju Społeczeństwa Obywatelskiego (powołany na to stanowisko 13 marca 2024). |
| 14 czerwca 2024 | |
| - Marka Bodyła na stanowisko dyrektora Biura Nasiennictwa Leśnego. | - Beaty Andres z pełnienia obowiązków dyrektora Biura Nasiennictwa Leśnego (powołana na to stanowisko 1 maja 2024). |
| 17 czerwca 2024 | |
| - Pawła Grzesiowskiego na stanowisko Głównego Inspektora Sanitarnego. | - Krzysztofa Saczki, zastępcy Głównego Inspektora Sanitarnego, z pełnienia obowiązków Głównego Inspektora Sanitarnego (powołany na to stanowisko 20 listopada 2020). |
| 18 czerwca 2024 | |
| - Konrada Witka na stanowisko dyrektora Instytutu Sportu. | - Konrada Witka z pełnienia obowiązków dyrektora Instytutu Sportu (powołany na to stanowisko 15 grudnia 2023), - Konrada Witka ze stanowiska zastępcy dyrektora Instytutu Sportu, - Krzysztofa Króla ze stanowiska wiceprezesa Wyższego Urzędu Górniczego (powołany na to stanowisko 30 czerwca 2017). |
| 19 czerwca 2024 | |
| - utworzenie Instytutu Myśli Politycznej im. Gabriela Narutowicza. | - zniesienie Instytutu Dziedzictwa Myśli Narodowej im. R. Dmowskiego i J.I Paderewskiego, - Romana Kustera ze stanowiska zastępcy Komendanta Głównego Policji (powołany na to stanowisko 27 maja 2021). |
| 20 czerwca 2024 | |
| - Romana Kustera na stanowisko pierwszego zastępcy Komendanta Głównego Policji, - Tomasza Michułki na stanowisko zastępcy Komendanta Głównego Policji, - Tomasza Kolankiewicza na stanowisko dyrektora Filmoteki Narodowej – Instytutu Audiowizualnego. | - Jarosława Czuby, zastępcy dyrektora Filmoteki Narodowej – Instytutu Audiowizualnego, z pełnienia obowiązków dyrektora Filmoteki Narodowej – Instytutu Audiowizualnego (powołany na to stanowisko 7 lutego 2024). |
| 21 czerwca 2024 | |
| – | - Bohdana Pretkiela ze stanowiska rzecznika finansowego (powołany na to stanowisko 7 grudnia 2021). |
| 25 czerwca 2024 | |
| - Agnieszki Majewskiej na stanowisko Rzecznika Małych i Średnich Przedsiębiorców, - Łukasza Bałajewicza na stanowiska prezesa Krajowego Zasobu Nieruchomości, - Anny Dębowiec na stanowisko pierwszego zastępcy Głównego Inspektora Ochrony Środowiska. | - Adama Abramowicza ze stanowiska Rzecznika Małych i Średnich Przedsiębiorców (powołany na to stanowisko 22 czerwca 2018), - Łukasza Bałajewicza ze stanowiska pierwszego zastępcy prezesa Krajowego Zasobu Nieruchomości oraz z pełnienia obowiązków prezesa Krajowego Zasobu Nieruchomości (powołany na te stanowiska 1 stycznia 2024). |
| 26 czerwca 2024 | |
| - Karola Kępińskiego na stanowisko zastępcy dyrektora Narodowego Instytutu Architektury i Urbanistyki. | - Marcina Wielca ze stanowiska dyrektora Instytutu Wymiaru Sprawiedliwości (powołany na to stanowisko 7 czerwca 2019), - Sławomira Dębskiego ze stanowiska dyrektora Polskiego Instytutu Spraw Międzynarodowych (powołany na to stanowisko 25 lutego 2016). |
| 27 czerwca 2024 | |
| - Adeli Gąsiorowskiej na stanowisko zastępcy dyrektora Narodowego Instytutu Wolności – Centrum Rozwoju Społeczeństwa Obywatelskiego. | - Andrzeja Ziółkowskiego ze stanowiska prezesa Urzędu Dozoru Technicznego (powołany na to stanowisko 1 lipca 2016), - Radosława Kwietnia ze stanowiska członka zarządu Banku Gospodarstwa Krajowego. |
| 28 czerwca 2024 | |
| - Agnieszki Olszewskiej, zastępcy prezesa Urzędu Zamówień Publicznych, do pełnienia obowiązków prezesa Urzędu Zamówień Publicznych, - Adama Ogrodnika, zastępcy prezesa Urzędu Dozoru Technicznego, do pełnienia obowiązków prezesa Urzędu Dozoru Technicznego, - Leszka Maurycego Stypułkowskiego na stanowisko członka zarządu Banku Gospodarstwa Krajowego). | - Huberta Nowaka ze stanowiska prezesa Urzędu Zamówień Publicznych (powołany na to stanowisko 18 grudnia 2018). |
| 30 czerwca 2024 | |
| – | - zniesienie Instytutu De Republica, - zniesienie Instytutu Pokolenia. |
| czerwiec 2024 | |
| - Agnieszki Rasińskiej-Bóbr na stanowisko wicedyrektora Instytutu Książki, - Marcina Hamkały na stanowisko wicedyrektora Instytutu Książki, - Marty Skibińskiej na stanowisko wicedyrektora Instytutu Książki. | - Macieja Szymanowskiego ze stanowiska dyrektora Instytutu Współpracy Polsko-Węgierskiej im. Wacława Felczaka (powołany na to stanowisko 1 sierpnia 2018). |
| 1 lipca 2024 | |
| - Aleksandry Szymańskiej na stanowisko dyrektora Centrum Rozwoju Przemysłów Kreatywnych, - Pawła Swianiewicza na stanowisko dyrektora Narodowego Instytutu Samorządu Terytorialnego, - Julity Łukomskiej na stanowisko zastępcy dyrektora Narodowego Instytutu Samorządu Terytorialnego, - Alicji Żelichowskiej na stanowisko drugiego zastępcy Głównego Inspektora Ochrony Środowiska. | - Mateusza Dzieduszyckiego ze stanowiska dyrektora Centrum Rozwoju Przemysłów Kreatywnych (powołany na to stanowisko 1 czerwca 2023). |
| 2 lipca 2024 | |
| - Jakuba Szulca na stanowisko zastępcy prezesa Narodowego Funduszu Zdrowia. | – |
| 3 lipca 2024 | |
| – | - Patrycji Czubkowskiej ze stanowiska zastępcy prezesa Urzędu Patentowego Rzeczypospolitej Polskiej (powołana na to stanowisko w styczniu 2020), - Piotra Zakrzewskiego ze stanowiska zastępcy prezesa Urzędu Patentowego Rzeczypospolitej Polskiej (powołany na to stanowisko w styczniu 2020). |
| 4 lipca 2024 | |
| - Karoliny Rozwód na stanowisko dyrektora Polskiego Instytutu Sztuki Filmowej, - Kamili Dorbach na stanowisko zastępcy dyrektora Polskiego Instytutu Sztuki Filmowej. | - Kamili Dorbach z pełnienia obowiązków dyrektora Polskiego Instytutu Sztuki Filmowej (powołana na to stanowisko 11 kwietnia 2024). |
| 11 lipca 2024 | |
| - Jana Rajchela do pełnienia obowiązków prezesa Rządowej Agencji Rezerw Strategicznych. | - Karoliny Sochańskiej-Domagały z pełnienia obowiązków prezesa Rządowej Agencji Rezerw Strategicznych (powołana na to stanowisko w kwietniu 2024). |
| 24 lipca 2024 | |
| - Łukasza Pietrzaka na stanowisko Głównego Inspektora Farmaceutycznego, - Jacka Bilewicza na stanowisko zastępcy Prokuratora Generalnego. | – |
| 30 lipca 2024 | |
| - Mirosława Dyrgasa na stanowisko dyrektora Centrum Doradztwa Rolniczego w Brwinowie, - Doroty Dobrowolskiej na stanowisko zastępcy dyrektora Instytutu Badawczego Leśnictwa. | - Ireneusza Drozdowskiego ze stanowiska dyrektora Centrum Doradztwa Rolniczego w Brwinowie. |
| lipiec 2024 | |
| - Wojciecha Fendlera na stanowisko prezesa Agencji Badań Medycznych, - Tomasza Kołodziejczyka na stanowisko zastępcy dyrektora Rządowego Centrum Bezpieczeństwa, - Daniela Kasprzaka do pełnienia obowiązków dyrektora Instytutu Współpracy Polsko-Węgierskiej im. Wacława Felczaka. | - Rafała Staszewskiego, zastępcy prezesa Agencji Badań Medycznych, z pełnienia obowiązków prezesa Agencji Badań Medycznych (powołany na to stanowisko 28 grudnia 2023), - Mariusza Wójcickiego z pełnienia obowiązków wiceprezesa Głównego Urzędu Miar (powołany na to stanowisko w lipcu 2022), - Krzysztofa Saczki ze stanowiska zastępcy Głównego Inspektora Sanitarnego (powołany na to stanowisko 15 września 2020). |
| 1 sierpnia 2024 | |
| - Małgorzaty Szei na stanowisko wicedyrektora Ośrodka Rozwoju Edukacji, - Agnieszki Czujkowskiej na stanowisko dyrektora Centralnego Azylu dla Zwierząt, - Grzegorza Bistułę-Prószyńskiego na stanowisko zastępcy dyrektora Centralnego Azylu dla Zwierząt. | – |
| 2 sierpnia 2024 | |
| - Agnieszki Olszewskiej na stanowisko prezesa Urzędu Zamówień Publicznych, - Bożeny Lublińskiej-Kasprzak na stanowisko pierwszej zastępczyni dyrektora Narodowego Centrum Badań i Rozwoju. | - Agnieszki Olszewskiej z pełnienia obowiązków prezesa Urzędu Zamówień Publicznych (powołana na to stanowisko 28 czerwca 2024), - Agnieszki Olszewskiej ze stanowiska wiceprezesa Urzędu Zamówień Publicznych (powołana na to stanowisko w maju 2024). |
| 5 sierpnia 2024 | |
| - Andrzeja Ziółkowskiego na stanowisko wiceprezesa Urzędu Dozoru Technicznego. | – |
| 6 sierpnia 2024 | |
| - Jarosława Dąbrowskiego na stanowisko członka zarządu Banku Gospodarstwa Krajowego, - Mateusza Szczurka na stanowisko członka zarządu Banku Gospodarstwa Krajowego. | – |
| 9 sierpnia 2024 | |
| - Horacego Dębowskiego, zastępcy dyrektora Centralnej Komisji Egzaminacyjnej, do pełnienia obowiązków dyrektora Centralnej Komisji Egzaminacyjnej. | - Marcina Smolika ze stanowiska dyrektora Centralnej Komisji Egzaminacyjnej (powołany na stanowisko 22 lipca 2014). |
| 12 sierpnia 2024 | |
| - Aleksandra Chowańca na stanowisko wiceprezesa Wyższego Urzędu Górniczego, - Michała Syska na stanowisko zastępcy szefa Urzędu do Spraw Kombatantów i Osób Represjonowanych. | – |
| 20 sierpnia 2024 | |
| - Marcina Stoczkiewicza na stanowisko dyrektora Instytutu Ochrony Środowiska – Państwowego Instytutu Badawczego. | - Krystiana Szczepańskiego ze stanowiska dyrektora Instytutu Ochrony Środowiska – Państwowego Instytutu Badawczego (powołany na to stanowisko w lipcu 2016). |
| 27 sierpnia 2024 | |
| - Dariusza Daniluka na stanowisko zastępcy prezesa Polskiej Agencji Nadzoru Audytowego. | - Justyny Adamczyk ze stanowiska zastępcy prezesa Polskiej Agencji Nadzoru Audytowego (powołana na stanowisko w marcu 2020). |
| 2 września 2024 | |
| - Mariusza Filipka na stanowisko zastępcy Rzecznika Małych i Średnich Przedsiębiorców. - Anny Kowalczuk na stanowisko zastępcy prezesa Agencji Oceny Technologii Medycznych i Taryfikacji. | – |
| 3 września 2024 | |
| - Małgorzaty Lorek na stanowisko prezesa Państwowego Funduszu Rehabilitacji Osób Niepełnosprawnych. | – |
| 4 września 2024 | |
| - Przemysława Grosfelda na stanowisko wiceprezesa Urzędu Zamówień Publicznych, - Marcina Kołnierzaka na stanowisko dyrektora Centrum Projektów Europejskich. | - Leszka Jana Bullera ze stanowiska dyrektora Centrum Projektów Europejskich. |
| 6 września 2024 | |
| - Roberta Jeszke na stanowisko zastępcy dyrektora Instytutu Ochrony Środowiska – Państwowego Instytutu Badawczego. | - Pawła Mzyka ze stanowiska zastępcy dyrektora Instytutu Ochrony Środowiska – Państwowego Instytutu Badawczego. |
| 10 września 2024 | |
| - Agnieszki Kotewicz-Wojnowskiej na stanowisko zastępcy komendanta głównego Ochotniczych Hufców Pracy, - Sławomira Męciny na stanowisko zastępcy komendanta głównego Ochotniczych Hufców Pracy. | – |
| 11 września 2024 | |
| - Tomasza Kuchcińskiego na stanowisko przewodniczącego Państwowej Komisji Badania Wypadków Lotniczych. | - Krzysztofa Miłkowskiego ze stanowiska przewodniczącego Państwowej Komisji Badania Wypadków Lotniczych (powołany na to stanowisko w 2023). |
| 12 września 2024 | |
| - Piotra Nowickiego na stanowisko dyrektora Instytutu Psychiatrii i Neurologii. | - Anny Mosiołek ze stanowiska dyrektora Instytutu Psychiatrii i Neurologii (powołana na to stanowisko 21 kwietnia 2023). |
| 13 września 2024 | |
| - Roberta Zakrzewskiego na stanowisko dyrektora Centralnej Komisji Egzaminacyjnej. | - Horacego Dębowskiego, zastępcy dyrektora Centralnej Komisji Egzaminacyjnej, z pełnienia obowiązków dyrektora Centralnej Komisji Egzaminacyjnej (powołany na to stanowisko 9 sierpnia 2024). |
| 27 września 2024 | |
| - Andrzeja Hawryluka na stanowisko zastępcy prezesa Rządowej Agencji Rezerw Strategicznych. | – |
| 30 września 2024 | |
| – | - Huberta Meronka ze stanowiska zastępcy prezesa Polskiej Agencji Żeglugi Powietrznej (powołana na to stanowisko 3 czerwca 2024). |
| wrzesień 2024 | |
| - Ireneusza Staronia na stanowisko zastępcy prezesa Agencji Badań Medycznych, - Daniela Kasprzaka do pełnienia obowiązków dyrektora Instytutu Współpracy Polsko-Węgierskiej im. Wacława Felczaka. | - Rafała Staszewskiego ze stanowiska zastępcy prezesa Agencji Badań Medycznych (powołany na stanowisko 3 stycznia 2023). |
| 1 października 2024 | |
| - Wojciecha Karczewskiego na stanowisko dyrektora Narodowej Agencji Wymiany Akademickiej, - Ilony Jędrasik na stanowisko zastępcy dyrektora Instytutu Ochrony Środowiska. | - Zofii Sawickiej, zastępcy dyrektora Narodowej Agencji Wymiany Akademickiej, z pełnienia obowiązków dyrektora Narodowej Agencji Wymiany Akademickiej (powołana na stanowisko 10 czerwca 2024). |
| 2 października 2024 | |
| – | - Piotra Jabłońskiego ze stanowiska dyrektora Krajowego Centrum Przeciwdziałania Uzależnieniom (powołany na to stanowisko 1 stycznia 2022). |
| 3 października 2024 | |
| - Pawła Urbańczyka na stanowisko prezesa Urzędu Dozoru Technicznego, - Bogusławy Bukowskiej, zastępcy dyrektora Krajowego Centrum Przeciwdziałania Uzależnieniom, do pełnienia obowiązków dyrektora Krajowego Centrum Przeciwdziałania Uzależnieniom. | - Adama Ogrodnika, zastępcy prezesa Urzędu Dozoru Technicznego, z pełnienia obowiązków prezesa Urzędu Dozoru Technicznego (powołany na stanowisko 28 czerwca 2024). |
| 4 października 2024 | |
| - Marka Zimakowskiego na stanowisko Głównego Inspektora Rybołówstwa Morskiego. | – |
| 11 października 2024 | |
| – | - Zofii Sawickiej ze stanowiska zastępcy dyrektora Narodowej Agencji Wymiany Akademickiej (powołana na to stanowisko w 2017). |
| 15 października 2024 | |
| - Elżbiety Wysockiej-Koerber na stanowisko zastępcy dyrektora Filmoteki Narodowej – Instytutu Audiowizualnego, - Agnieszki Szczygielskiej na stanowisko dyrektora Centralnego Instytutu Ochrony Pracy – Państwowego Instytutu Badawczego, - Artura Dąbrowskiego na stanowisko zastępcy prezesa Rządowej Agencji Rezerw Strategicznych. | - Wiktora M. Zawieski ze stanowiska dyrektora Centralnego Instytutu Ochrony Pracy – Państwowego Instytutu Badawczego. |
| 16 października 2024 | |
| - Mateusza Bączkowskiego do pełnienia obowiązków wiceprezesa Urzędu Lotnictwa Cywilnego. | – |
| 17 października 2024 | |
| - Łukasza Gołoty na stanowisko zastępcy dyrektora Narodowej Agencji Wymiany Akademickiej. | – |
| 22 października 2024 | |
| - Juliana Rottera na stanowisko prezesa Urzędu Lotnictwa Cywilnego. | - Juliana Rottera z pełnienia obowiązków prezesa Urzędu Lotnictwa Cywilnego (powołany na to stanowisko 16 kwietnia 2024). |
| 23 października 2024 | |
| - Piotra Rylskiego na stanowisko dyrektora Instytutu Wymiaru Sprawiedliwości. | – |
| 24 października 2024 | |
| - Justyny Czarnoty-Misztal na stanowisko dyrektora Instytutu Teatralnego im. Zbigniewa Raszewskiego. | - Elżbiety Wrotowskiej-Gmyz ze stanowiska dyrektora Instytutu Teatralnego im. Zbigniewa Raszewskiego (powołana na to stanowisko 1 listopada 2019). |
| 29 października 2024 | |
| - Renaty Mroczek na stanowisko wiceprezesa Urzędu Regulacji Energetyki. | – |
| 30 października 2024 | |
| - Andrzeja Borusiewicza na stanowisko zastępcy prezesa Agencji Restrukturyzacji i Modernizacji Rolnictwa. | - Karoliny Rozwód ze stanowiska dyrektora Polskiego Instytutu Sztuki Filmowej (powołana na to stanowisko 7 kwietnia 2024). |
| 31 października 2024 | |
| - Kamili Dorbach, zastępcy dyrektora Polskiego Instytutu Sztuki Filmowej, do pełnienia obowiązków dyrektora Polskiego Instytutu Sztuki Filmowej. | – |
| październik 2024 | |
| - Waldemara Mularczyka na stanowisko zastępcy szefa Agencji Wywiadu. | - Bernarda Bogusławskiego ze stanowiska zastępcy szefa Agencji Bezpieczeństwa Wewnętrznego (powołany na to stanowisko w październiku 2017). |
| 4 listopada 2024 | |
| - Krzysztofa Ruchniewicza na stanowisko dyrektora Instytutu Solidarności i Męstwa im W. Pileckiego, - Piotra Kurkowskiego do pełnienia obowiązków zastępcy Generalnego Dyrektora Dróg Krajowych i Autostrad, - Adama Czerniaka na stanowisko zastępcy prezesa Krajowego Zasobu Nieruchomości. | - Wojciecha Kozłowskiego, zastępcy dyrektora Instytutu Solidarności i Męstwa im W. Pileckiego, z pełnienia obowiązków dyrektora Instytutu Solidarności i Męstwa im W. Pileckiego (powołany na to stanowisko 11 kwietnia 2024), - Grzegorza Dziedziny z pełnienia obowiązków zastępcy Generalnego Dyrektora Dróg Krajowych i Autostrad (powołany na to stanowisko w styczniu 2022). |
| 5 listopada 2024 | |
| – | - Tomasz Połecia z pełnienia obowiązków zastępcy Głównego Inspektora Transportu Drogowego (powołany na to stanowisko 30 stycznia 2024). |
| 6 listopada 2024 | |
| – | - Andrzeja Rybusa-Tołłoczko ze stanowiska zastępcy dyrektora Narodowego Instytutu Wolności – Centrum Rozwoju Społeczeństwa Obywatelskiego (powołany na to stanowisko 13 marca 2024). |
| 12 listopada 2024 | |
| - Magdaleny Kołodziejskiej na stanowisko drugiej zastępczyni dyrektora Narodowego Centrum Badań i Rozwoju. | – |
| 13 listopada 2024 | |
| - Mirosława Filipowicza na stanowisko dyrektora Instytutu Europy Środkowej. | - Beaty Surmacz ze stanowiska dyrektora Instytutu Europy Środkowej (powołana na to stanowisko 21 grudnia 2018). |
| 27 listopada 2024 | |
| - Bożeny Borowiec na stanowisko zastępcy prezesa Państwowego Funduszu Rehabilitacji Osób Niepełnosprawnych. | – |
| 29 listopada 2024 | |
| - Jarosława Ćwiek-Karpowicza na stanowisko dyrektora Polskiego Instytutu Spraw Międzynarodowych. | – |
| 30 listopada 2024 | |
| – | - Aleksandry Dziurosz ze stanowiska zastępcy dyrektora Narodowego Instytutu Muzyki i Tańca (powołana na to stanowisko 1 października 2023). |
| listopad 2024 | |
| – | - Grzegorza Mroczka ze stanowiska zastępcy prezesa Kasy Rolniczego Ubezpieczenia Społecznego (powołany na to stanowisko 23 maja 2023), - Doroty Habich ze stanowiska zastępcy prezesa Państwowego Funduszu Rehabilitacji Osób Niepełnosprawnych (powołana na to stanowisko 25 sierpnia 2016), - Tomasza Maruszewskiego ze stanowiska zastępcy prezesa Państwowego Funduszu Rehabilitacji Osób Niepełnosprawnych (powołany na to stanowisko 22 lutego 2016). |
| 1 grudnia 2024 | |
| - Andrzeja Parafianowicza na stanowisko zastępcy dyrektora Narodowego Instytutu Zdrowia Publicznego – Państwowego Zakładu Higieny. | – |
| 2 grudnia 2024 | |
| - Anety Stuleblak na stanowisko zastępcy prezesa Urzędu Patentowego Rzeczypospolitej Polskiej, - Żanety Zemły-Pacud na stanowisko zastępcy prezesa Urzędu Patentowego Rzeczypospolitej Polskiej, - Rafała Marczewskiego na stanowisko zastępcy prezesa Polskiej Agencji Żeglugi Powietrznej. | - Macieja Rodaka ze stanowiska zastępcy prezesa Polskiej Agencji Żeglugi Powietrznej (powołany na to stanowisko 1 kwietnia 2022). |
| 5 grudnia 2024 | |
| - Anny Dębowiec, I zastępcy Głównego Inspektora Ochrony Środowiska, do pełnienia obowiązków Głównego Inspektora Ochrony Środowiska. | - Joanny Piekutowskiej ze stanowiska Głównego Inspektora Ochrony Środowiska (powołana na to stanowisko 16 kwietnia 2024). |
| 27 grudnia 2024 | |
| – | - Pauli Lis-Sołoduchy ze stanowiska dyrektora Narodowego Instytutu Muzyki i Tańca (powołana na to stanowisko 1 maja 2023). |
| 28 grudnia 2024 | |
| - Lecha Dzierżanowskiego, zastępcy dyrektora Narodowego Instytutu Muzyki i Tańca, do pełnienia obowiązków dyrektora Narodowego Instytutu Muzyki i Tańca. | – |
| 31 grudnia 2024 | |
| – | - Sylwii Tryc z pełnienia obowiązków dyrektora Narodowego Instytutu Polskiego Dziedzictwa Kulturowego za Granicą „Polonika” (powołana na to stanowisko 11 kwietnia 2024), - Dominika Rozkruta ze stanowiska prezesa Głównego Urzędu Statystycznego (powołany na to stanowisko 7 czerwca 2016). |
| grudzień 2024 | |
| - Andrzeja Lemańczyka na stanowisko drugiego zastępcy Głównego Inspektora Rybołówstwa Morskiego, - Jana Rajchela na stanowisko prezesa Rządowej Agencji Rezerw Strategicznych, - Barbary Engel do pełnienia obowiązków zastępcy prezesa Państwowego Funduszu Rehabilitacji Osób Niepełnosprawnych, - Karola Lusara na stanowisko zastępcy dyrektora Centrum Projektów Europejskich. | - Kamila Patynowskiego ze stanowiska drugiego zastępcy Głównego Inspektora Rybołówstwa Morskiego, - Jana Rajchela z pełnienia obowiązków prezesa Rządowej Agencji Rezerw Strategicznych (powołany na to stanowisko w lipcu 2024), - Mirosława Lenarta z pełnienia obowiązków dyrektora Instytutu Badań nad Renesansem i Barokiem im. Jana i Piotra Kochanowskich (powołany na to stanowisko w 2023), - likwidacja Instytutu Badań nad Renesansem i Barokiem im. Jana i Piotra Kochanowskich. |
| 2024 | |
| - Artura Pluto na stanowisko zastępcy szefa Służby Kontrwywiadu Wojskowego, - Konrada Szałankiewicza na stanowisko zastępcy szefa Służby Wywiadu Wojskowego, - Aleksandra Polańskiego na stanowisko zastępcy dyrektora Narodowego Instytutu Muzyki i Tańca, - Zuzanny Schnepf-Kołacz na stanowisko zastępcy dyrektora Żydowskiego Instytutu Historycznego, - Moniki Taras na stanowisko zastępcy dyrektora Żydowskiego Instytutu Historycznego, - Leszka Kwiecińskiego do pełnienia obowiązków dyrektora Sieci Badawczej Łukasiewicz – ITECH Instytutu Innowacji i Technologii, - Lecha Jaworskiego na stanowisko wiceprezesa Głównego Urzędu Miar, - Bogusława Czernego, zastępcy dyrektora Instytutu Włókien Naturalnych i Roślin Zielarskich – Państwowego Instytutu Badawczego, do pełnienia obowiązków dyrektora Instytutu Włókien Naturalnych i Roślin Zielarskich – Państwowego Instytutu Badawczego, - Marii Kaczorowskiej na stanowisko zastępcy dyrektora Instytutu Meteorologii i Gospodarki Wodnej, - Ewy Sosnówskiej-Tkaczyk na stanowisko zastępcy dyrektora Państwowego Instytutu Weterynaryjnego, - Agnieszki First, zastępcy dyrektora Transportowego Dozoru Technicznego, do pełnienia obowiązków dyrektora Transportowego Dozoru Technicznego, - Moniki Kubkowskiej, zastępcy dyrektora Instytutu Fizyki Plazmy i Laserowej Mikrosyntezy im. Sylwestra Kaliskiego, do pełnienia obowiązków dyrektora Instytutu Fizyki Plazmy i Laserowej Mikrosyntezy im. Sylwestra Kaliskiego, - Macieja Drabio na stanowisko zastępcy dyrektora Centrum Projektów Polska Cyfrowa, - Moniki Kujawy na stanowisko zastępcy dyrektora Instytutu Ochrony Środowiska, - Rolanda Zarzyckiego na stanowisko zastępcy dyrektora Instytutu Myśli Politycznej im. Gabriela Narutowicza, - Przemysława Witkowskiego na stanowisko zastępcy dyrektora Instytutu Myśli Politycznej im. Gabriela Narutowicza, - Bogusława Czernego na stanowisko dyrektora Instytutu Włókien Naturalnych i Roślin Zielarskich – Państwowego Instytutu Badawczego. | - Krzysztofa Banaszka ze stanowiska zastępcy szefa Służby Wywiadu Wojskowego, - Huberta Dzierzęckiego ze stanowiska zastępcy szefa Służby Wywiadu Wojskowego, - Mirosława Marczewskiego ze stanowiska zastępcy dyrektora Centrum Projektów Europejskich (powołany na to stanowisko w 2018), - Kamy Dąbrowskiej ze stanowiska zastępcy dyrektora Krajowego Centrum Przeciwdziałania Uzależnieniom (powołana na to stanowisko w 2022), - Urszuli Włodarczyk ze stanowiska zastępcy dyrektora Instytutu Sportu (powołana na to stanowisko 14 lipca 2023), - Rafała Wierzchosławskiego ze stanowiska kanclerza Polskiej Akademii Nauk (powołany na to stanowisko 1 stycznia 2023), - Małgorzaty Sołtysik ze stanowiska zastępcy dyrektora Żydowskiego Instytutu Historycznego, - Tomasza Madeja ze stanowiska wicedyrektora Ośrodka Rozwoju Edukacji, - Grzegorza Malinowskiego ze stanowiska dyrektora Sieci Badawczej Łukasiewicz – ITECH Instytutu Innowacji i Technologii, - Krzysztofa Sławskiego ze stanowiska Głównego Inspektora Rybołówstwa Morskiego (powołany na to stanowisko w styczniu 2023), - Rafała Spachacza ze stanowiska dyrektora Instytutu Włókien Naturalnych i Roślin Zielarskich – Państwowego Instytutu Badawczego (powołany na to stanowisko 29 lipca 2022), - Łukasza Szewczyka ze stanowiska zastępcy dyrektora Instytutu Meteorologii i Gospodarki Wodnej (powołany na to stanowisko w kwietniu 2023), - Krzysztofa Bujańskiego z pełnienia obowiązków prezesa Transportowego Dozoru Technicznego (powołany na to stanowisko 17 czerwca 2023), - Andrzeja Gałkowskiego ze stanowiska dyrektora Instytutu Fizyki Plazmy i Laserowej Mikrosyntezy im. Sylwestra Kaliskiego (powołany na to stanowisko w 2010). - Marka Rembisza ze stanowiska zastępcy dyrektora Instytutu Ochrony Środowiska, - Bogusława Czernego ze stanowiska zastępcy dyrektora Instytutu Włókien Naturalnych i Roślin Zielarskich – Państwowego Instytutu Badawczego oraz z pełnienia obowiązków dyrektora Instytutu Włókien Naturalnych i Roślin Zielarskich – Państwowego Instytutu Badawczego, - Aleksandra Polańskiego ze stanowiska zastępcy dyrektora Narodowego Instytutu Muzyki i Tańca (powołany na to stanowisko w 2024).                                                                                             |
| 1 stycznia 2025 | |
| - Katarzyny Sokołowskiej na stanowisko dyrektora Narodowego Instytutu Polskiego Dziedzictwa Kulturowego za Granicą „Polonika”, - Marka Cierpiała-Wolana na stanowisko prezesa Głównego Urzędu Statystycznego, - Michała Ziemiaka na stanowisko Rzecznika Finansowego, - Bogumiły Kudaszewicz na stanowisko zastępcy dyrektora Morskiego Instytutu Rybackiego – Państwowego Instytutu Badawczego, - Moniki Kubkowskiej na stanowisko dyrektora Instytutu Fizyki Plazmy i Laserowej Mikrosyntezy im. Sylwestra Kaliskiego. | - Rafała Geremka ze stanowiska zastępcy dyrektora Morskiego Instytutu Rybackiego – Państwowego Instytutu Badawczego (powołany na to stanowisko w 2001), - Moniki Kubkowskiej, zastępcy dyrektora Instytutu Fizyki Plazmy i Laserowej Mikrosyntezy im. Sylwestra Kaliskiego, z pełnienia obowiązków dyrektora Instytutu Fizyki Plazmy i Laserowej Mikrosyntezy im. Sylwestra Kaliskiego (powołana na to stanowisko w 2024). |
| 13 stycznia 2025 | |
| - Jarosława Hercoga, zastępcy dyrektora Instytutu Energetyki – Państwowego Instytutu Badawczego, do pełnienia dyrektora Instytutu Energetyki – Państwowego Instytutu Badawczego. | - Jakuba Kupeckiego ze stanowiska dyrektora Instytutu Energetyki – Państwowego Instytutu Badawczego (powołany na to stanowisko we wrześniu 2022), - Jacka Jaworskiego ze stanowiska dyrektora Instytutu Nafty i Gazu – Państwowego Instytutu Badawczego (powołany na to stanowisko 25 września 2021). |
| 14 stycznia 2025 | |
| - Ewy Kalbarczyk na stanowisko zastępcy dyrektora Narodowego Instytutu Wolności – Centrum Rozwoju Społeczeństwa Obywatelskiego, - Ewy Kukulskiej-Zając, zastępcy dyrektora Instytutu Nafty i Gazu – Państwowego Instytutu Badawczego, do pełnienia obowiązków dyrektora Instytutu Nafty i Gazu – Państwowego Instytutu Badawczego. | – |
| 15 stycznia 2025 | |
| – | - Andrzeja Ziółkowskiego ze stanowiska wiceprezesa Urzędu Dozoru Technicznego (powołany na to stanowisko 5 sierpnia 2024). |
| 31 stycznia 2025 | |
| – | - Michała Wiercińskiego ze stanowiska wiceprezesa Polskiej Agencji Kosmicznej (powołany na to stanowisko 25 lutego 2022). |
| styczeń 2025 | |
| - Andrzeja Kosowskiego na stanowisko zastępcy dyrektora Narodowego Instytutu Fryderyka Chopina, - Marcina Gorayskiego na stanowisko zastępcy dyrektora Narodowego Instytutu Muzyki i Tańca, - Leszka Kwiecińskiego na stanowisko dyrektora Sieci Badawczej Łukasiewicz – ITECH Instytutu Innowacji i Technologiia, - Łukasza Mieszkowskiego na stanowisko zastępcy dyrektora Instytutu Solidarności i Męstwa im. Witolda Pileckiego. | - Edyty Demby-Siwek ze stanowiska prezesa Urzędu Patentowego Rzeczypospolitej Polskiej (powołana na to stanowisko 14 października 2019), - Leszka Kwiecińskiego z pełnienia obowiązków dyrektora Sieci Badawczej Łukasiewicz – ITECH Instytutu Innowacji i Technologii (powołany na to stanowisko w 2024). |
| 4 lutego 2025 | |
| - Piotra Krajewskiego na stanowisko dyrektora Instytutu Ekspertyz Ekonomicznych i Finansowych. | - Piotra Krajewskiego ze stanowiska zastępcy dyrektora Instytutu Ekspertyz Ekonomicznych i Finansowych. |
| 6 lutego 2025 | |
| - Agnieszki Koterla, zastępcy dyrektora Ośrodka Rozwoju Polskiej Edukacji za Granicą, do pełnienia obowiązków dyrektora Ośrodka Rozwoju Polskiej Edukacji za Granicą. | - Adama Kalbarczyka ze stanowiska dyrektora Ośrodka Rozwoju Polskiej Edukacji za Granicą (powołany na to stanowisko 19 marca 2024). |
| 19 lutego 2025 | |
| – | - Wojciecha Kozłowskiego ze stanowiska zastępcy dyrektora Instytutu Solidarności i Męstwa im. Witolda Pileckiego (powołany na to stanowisko 4 listopada 2024). |
| 20 lutego 2025 | |
| - Marka Konkolewskiego do pełnienia obowiązków zastępcy Głównego Inspektorat Transportu Drogowego. | - Agnieszki Kwiatkowskiej-Gurdak ze stanowiska szefa Centralnego Biura Antykorupcyjnego (powołana na to stanowisko w marcu 2024). |
| 24 lutego 2025 | |
| - Jarosława Żółtowskiego na stanowisko Generalnego Inspektora Informacji Finansowej. | – |
| 26 lutego 2025 | |
| – | - Mariusza Feltynowskiego ze stanowiska komendanta głównego Państwowej Straży Pożarnej (powołany na to stanowisko 10 stycznia 2024). |
| 27 lutego 2025 | |
| - Wojciecha Kruczka na stanowisko komendanta głównego Państwowej Straży Pożarnej. | - Tomasza Strzelczyka ze stanowiska stanowiska zastępcy szefa Centralnego Biura Antykorupcyjnego (powołany na to stanowisko 30 stycznia 2024). |
| 28 lutego 2025 | |
| - Tomasza Strzelczyka do pełnienia obowiązków szefa Centralnego Biura Antykorupcyjnego. | – |
| luty 2025 | |
| - Haliny Tymczyszyn do pełnienia obowiązków dyrektora Instytutu Współpracy Polsko-Węgierskiej im. Wacława Felczaka. | - Daniela Kasprzaka z pełnienia obowiązków dyrektora Instytutu Współpracy Polsko-Węgierskiej im. Wacława Felczaka (powołany na to stanowisko we wrześniu 2024), - Anny Chałupy ze stanowiska Generalnego Inspektora Informacji Finansowej (powołana na to stanowisko 8 grudnia 2023). |
| 3 marca 2025 | |
| - Piotra Kowalczyka na stanowisko zastępcy prezesa Polskiej Agencji Żeglugi Powietrznej, - Tomasza Jabłońskiego na stanowisko zastępcy dyrektora Instytutu Badawczego Leśnictwa. | – |
| 7 marca 2025 | |
| - Pawła Pytlarczyka na stanowisko zastępcy prezesa Polskiej Agencji Atomistyki. | – |
| 9 marca 2025 | |
| – | - Michała Świtalskiego ze stanowiska zastępcy prezesa Agencji Mienia Wojskowego (powołany na to stanowisko 1 marca 2024). |
| 11 marca 2025 | |
| - Marcina Mazura, wiceprezesa Polskiej Agencji Kosmicznej, do pełnienia obowiązków prezesa Polskiej Agencji Kosmicznej. | - Grzegorza Wrochny ze stanowiska prezesa Polskiej Agencji Kosmicznej (powołany na to stanowisko 18 lutego 2021). |
| 13 marca 2025 | |
| - Jerzego Eliasza na stanowisko dyrektora Instytutu Sportu – Państwowego Instytutu Badawczego. | - Konrada Witka ze stanowiska dyrektora Instytutu Sportu – Państwowego Instytutu Badawczego (powołany na to stanowisko w grudniu 2023). |
| 17 marca 2025 | |
| - Anny Streżyńskiej na stanowisko dyrektora Instytutu Łączności. | - Dariusza Dąbka ze stanowiska dyrektora Instytutu Łączności (powołany na to stanowisko 8 lutego 2024), - Adama Ogrodnika ze stanowiska wiceprezesa Urzędu Dozoru Technicznego. |
| 20 marca 2025 | |
| - Michała Trębacza na stanowisko dyrektora Żydowskiego Instytutu Historycznego, - Wojciecha Kamienieckiego na stanowisko zastępcy dyrektora Instytutu Łączności. | - Michała Trębacza z pełnienia obowiązków dyrektora Żydowskiego Instytutu Historycznego (powołany na to stanowisko 20 marca 2024). |
| 25 marca 2025 | |
| - Hanny Strzeleckiej na stanowisko wiceprezesa Głównego Urzędu Statystycznego. | – |
| 26 marca 2025 | |
| - Lucyny Olborskiej na stanowisko dyrektora Polskiego Centrum Akredytacji. | – |
| 31 marca 2025 | |
| – | - Justyny Schulz ze stanowiska dyrektora Instytutu Zachodniego (powołana na to stanowisko 3 lipca 2017). |
| marzec 2025 | |
| – | - Dariusza Drozdowskiego ze stanowiska zastępcy szefa Centralnego Biura Antykorupcyjnego (powołany na to stanowisko 15 lutego 2024), - Pawła Pławiaka ze stanowiska zastępcy dyrektora Instytutu Łączności (powołany na to stanowisko 8 lutego 2024). |
| 1 kwietnia 2025 | |
| - Hanny Kończal na stanowisko Głównego Inspektora Ochrony Środowiska, - Krzysztofa Malinowskiego, zastępcy dyrektora Instytutu Zachodniego, do pełnienia obowiązków dyrektora Instytutu Zachodniego. | - Anny Dębowiec, I zastępcy Głównego Inspektora Ochrony Środowiska, z pełnienia obowiązków Głównego Inspektora Ochrony Środowiska (powołana na to stanowisko 5 grudnia 2024). |
| 4 kwietnia 2025 | |
| – | - Krzysztofa Kurka ze stanowiska dyrektora Narodowego Centrum Badań Jądrowych (powołany na to stanowisko 25 października 2015). |
| 5 kwietnia 2025 | |
| - Agnieszki Pollo, zastępcy dyrektora Narodowego Centrum Badań Jądrowych, do pełnienia obowiązków dyrektora Narodowego Centrum Badań Jądrowych. | – |
| 8 kwietnia 2025 | |
| - Adama Leszczyńskiego na stanowisko dyrektora Instytutu Myśli Politycznej im. Gabriela Narutowicza. | - Adama Leszczyńskiego z pełnienia obowiązków dyrektora Instytutu Myśli Politycznej (powołany na to stanowisko 12 kwietnia 2024). |
| 9 kwietnia 2025 | |
| - Tomasza Strzelczyka na stanowisko szefa Centralnego Biura Antykorupcyjnego. | – |
| 10 kwietnia 2025 | |
| - Janusza Śliwy na stanowisko zastępcy dyrektora Krajowej Szkoły Sądownictwa i Prokuratury. | – |
| 11 kwietnia 2025 | |
| – | - Pawła Sobczyka ze stanowiska zastępcy dyrektora Instytutu Wymiaru Sprawiedliwości (powołany na to stanowisko w 2019). |
| 14 kwietnia 2025 | |
| - Macieja Domańskiego na stanowisko zastępcy dyrektora Instytutu Wymiaru Sprawiedliwości, - Renaty Bielak na stanowisko wiceprezesa Głównego Urzędu Statystycznego, - Moniki Supruniuk na stanowisko zastępcy dyrektora Filmoteki Narodowej – Instytutu Audiowizualnego. | - Ewy Kukulskiej-Zając, zastępcy dyrektora Instytutu Nafty i Gazu – Państwowego Instytutu Badawczego, z pełnienia obowiązków dyrektora Instytutu Nafty i Gazu – Państwowego Instytutu Badawczego (powołana na to stanowisko 14 stycznia 2025). |
| 15 kwietnia 2025 | |
| - Jana Brożka na stanowisko dyrektora Instytutu Nafty i Gazu – Państwowego Instytutu Badawczego. | – |
| 16 kwietnia 2025 | |
| - Bartosza Gondka na stanowisko dyrektora Instytutu Strat Wojennych, - Marka Budzicha na stanowisko zastępcy prezesa Agencji Restrukturyzacji i Modernizacji Rolnictwa. | - Marka Budzicha z pełnienia obowiązków zastępcy prezesa Agencji Restrukturyzacji i Modernizacji Rolnictwa (powołany na to stanowisko 6 lutego 2024). |
| 28 kwietnia 2025 | |
| - Artura Czapiewskiego na stanowisko Głównego Inspektora Transportu Drogowego. | - Artura Czapiewskiego z pełnienia obowiązków Głównego Inspektora Transportu Drogowego (powołany na to stanowisko 10 stycznia 2024). |
| 29 kwietnia 2025 | |
| - Marty Ewy Wachowicz na stanowisko prezesa Polskiej Agencji Kosmicznej. | - Marcina Mazura, wiceprezesa Polskiej Agencji Kosmicznej, z pełnienia obowiązków prezesa Polskiej Agencji Kosmicznej (powołany na to stanowisko 11 marca 2025). |
| 30 kwietnia 2025 | |
| – | - Andrzeja Pecki ze stanowiska Dyrektora Generalnego Służby Więziennej (powołany na to stanowisko w styczniu 2024). |
| kwiecień 2025 | |
| - Jakuba Wiśniewskiego na stanowisko dyrektora Instytutu Współpracy Polsko-Węgierskiej im. Wacława Felczaka. | - Haliny Tymczyszyn z pełnienia obowiązków dyrektora Instytutu Współpracy Polsko-Węgierskiej im. Wacława Felczaka (powołana na to stanowisko w lutym 2025). |
| 5 maja 2025 | |
| - Agaty Sotomskiej na stanowisko zastępcy dyrektora Filmoteki Narodowej – Instytutu Audiowizualnego, - Mariusza Mazura na stanowisko dyrektora Instytutu Energetyki – Państwowego Instytutu Badawczego. | - Jarosława Hercoga, zastępcy dyrektora Instytutu Energetyki – Państwowego Instytutu Badawczego, z pełnienia obowiązków dyrektora Instytutu Energetyki – Państwowego Instytutu Badawczego (powołany na to stanowisko 13 stycznia 2025). |
| 7 maja 2025 | |
| - Ewy Skrzydło-Tefelskiej na stanowisko prezesa Urzędu Patentowego Rzeczypospolitej Polskiej. | – |
| 8 maja 2025 | |
| - Mariusza Figurskiego na stanowisko zastępcy dyrektora Instytutu Łączności. | – |
| 13 maja 2025 | |
| - Renaty Niziołek na stanowisko Dyrektora Generalnego Służby Więziennej. | - Renaty Niziołek ze stanowiska zastępcy Dyrektora Generalnego Służby Więziennej (powołana na to stanowisko 24 stycznia 2024). |
| 14 maja 2025 | |
| - Anny Wotlińskiej na stanowisko dyrektora Instytutu Różnorodności Językowej Rzeczypospolitej. | - Anny Wotlińskiej z pełnienia obowiązków dyrektora Instytutu Różnorodności Językowej Rzeczypospolitej (powołana na to stanowisko 15 maja 2024). |
| 19 maja 2025 | |
| - Stanisława Kotuli na stanowisko zastępcy Dyrektora Generalnego Służby Więziennej. | – |
| 2 czerwca 2025 | |
| – | - Alicji Kulki ze stanowiska Głównego Geodety Kraju (powołana na to stanowisko 26 czerwca 2023). |
| 3 czerwca 2025 | |
| - Cezarego Mecwaldowskiego na stanowisko zastępcy Dyrektora Generalnego Służby Więziennej. | – |
| 10 czerwca 2025 | |
| - Marleny Happach na stanowisko dyrektora Narodowego Instytutu Dziedzictwa. | - Marleny Happach z pełnienia obowiązków dyrektora Narodowego Instytutu Dziedzictwa (powołana na to stanowisko 10 czerwca 2024). |
| 13 czerwca 2025 | |
| – | - Alicji Żelichowskiej ze stanowiska II zastępcy Głównego Inspektora Ochrony Środowiska (powołana na to stanowisko 1 lipca 2024). |
| 16 czerwca 2025 | |
| - Macieja Sobolewskiego na stanowisko dyrektora Polskiego Instytutu Ekonomicznego. | - Pawła Śliwowskiego, zastępcy dyrektora Polskiego Instytutu Ekonomicznego, z pełnienia obowiązków dyrektora Polskiego Instytutu Ekonomicznego. |
| 22 czerwca 2025 | |
| - Kamili Dorbach na stanowisko dyrektora Polskiego Instytutu Sztuki Filmowej. | - Kamili Dorbach z pełnienia obowiązków dyrektora Polskiego Instytutu Sztuki Filmowej (powołana na to stanowisko 31 października 2024) oraz ze stanowiska zastępcy dyrektora Polskiego Instytutu Sztuki Filmowej (powołana na to stanowisko 4 lipca 2024). |
| 27 czerwca 2025 | |
| - Adam Gorenia na stanowisko wiceprezesa Urzędu Dozoru Technicznego, - Krzysztofa Narbuta na stanowisko wiceprezesa Urzędu Dozoru Technicznego. | – |
| czerwiec 2025 | |
| - Marcina Anaszewicza na stanowisko zastępcy dyrektora Centralnego Ośrodka Informatyki, - Piotra Pakuszto na stanowisko zastępcy prezesa Agencji Mienia Wojskowego, - Przemysława Wiszewskiego na stanowisko zastępcy dyrektora Instytutu Solidarności i Męstwa im. Witolda Pileckiego. | - Doroty Cabańskiej ze stanowiska Głównego Inspektora Nadzoru Budowlanego (powołana na to stanowisko 24 czerwca 2022). |
| 1 lipca 2025 | |
| - Marcina Kawińskiego na stanowisko zastępcy Rzecznika Finansowego. | - Ziemowita Bagłajewskiego ze stanowiska zastępcy Rzecznika Finansowego (powołany na to stanowisko w grudniu 2021). |
| 7 lipca 2025 | |
| - Dominiki Rogalińskiej na stanowisko wiceprezesa Głównego Urzędu Statystycznego, - Marty Galińskiej-Łukaszewicz na stanowisko zastępcy dyrektora Polskiego Instytutu Sztuki Filmowej. | - Joanny Kopczyńskiej ze stanowiska prezesa Państwowego Gospodarstwa Wodnego Wody Polskie (powołana na to stanowisko 11 stycznia 2024). |
| 8 lipca 2025 | |
| - Mateusza Balcerowicza na stanowisko prezesa Państwowego Gospodarstwa Wodnego Wody Polskie. | - Mateusza Balcerowicza ze stanowiska zastępcy prezesa Państwowego Gospodarstwa Wodnego Wody Polskie (powołany na to stanowisko 12 stycznia 2024). |
| 11 lipca 2025 | |
| - Krzysztofa Guldy na stanowisko zastępcy prezesa Polskiej Agencji Rozwoju Przedsiębiorczości. | – |
| 15 lipca 2025 | |
| - Michała Nowosielskiego na stanowisko dyrektora Instytutu Zachodniego im. Zygmunta Wojciechowskiego. | - Krzysztofa Malinowskiego, zastępcy dyrektora Instytutu Zachodniego im. Zygmunta Wojciechowskiego, z pełnienia obowiązków dyrektora Instytutu Zachodniego im. Zygmunta Wojciechowskiego (powołany na to stanowisko 1 kwietnia 2025). |
| lipiec 2025 | |
| - Bogusławy Bukowskiej na stanowisko dyrektora Krajowego Centrum Przeciwdziałania Uzależnieniom, - Sławomira Lulińskiego na stanowisko dyrektora Centralnego Ośrodka Sportu, - Renaty Mroczek, wiceprezesa Urzędu Regulacji Energetyki, do pełnienia obowiązków prezesa Urzędu Regulacji Energetyki. | - Bogusławy Bukowskiej z pełnienia obowiązków dyrektora Krajowego Centrum Przeciwdziałania Uzależnieniom oraz ze stanowiska zastępcy dyrektora Krajowego Centrum Przeciwdziałania Uzależnieniom, - Waldemara Żurka ze stanowiska zastępcy dyrektora Krajowej Szkoły Sądownictwa i Prokuratury (powołany na to stanowisko 7 czerwca 2024), - Janusza Samela ze stanowiska dyrektora Centralnego Ośrodka Sportu (powołany na to stanowisko w grudniu 2023), - Sławomira Lulińskiego ze stanowiska zastępcy dyrektora Centralnego Ośrodka Sportu (powołany na to stanowisko w styczniu 2024), - Katarzyny Duber-Stachurskiej ze stanowiska prezesa Polskiej Agencji Rozwoju Przedsiębiorczości (powołana na to stanowisko 17 sierpnia 2024), - Rafała Gawina ze stanowiska prezesa Urzędu Regulacji Energetyki (powołany na to stanowisko 24 lipca 2019). |
| 4 sierpnia 2025 | |
| - Marcina Jarzyńskiego na stanowisko zastępcy prezesa Państwowego Gospodarstwa Wodnego Wody Polskie. | - Witolda Kossa ze stanowiska dyrektora generalnego Państwowego Gospodarstwa Leśnego Lasy Państwowe (powołany na to stanowisko 10 stycznia 2024). |
| 5 sierpnia 2025 | |
| - Adama Wasiaka na stanowisko dyrektora generalnego Państwowego Gospodarstwa Leśnego Lasy Państwowe. | – |
| 11 sierpnia 2025 | |
| - Renaty Mroczek na stanowisko prezesa Urzędu Regulacji Energetyki. | - Renaty Mroczek ze stanowiska wiceprezesa Urzędu Regulacji Energetyki (powołana na to stanowisko 30 października 2024) oraz z pełnienia obowiązków prezesa Urzędu Regulacji Energetyki (powołana na to stanowisko w lipcu 2025). |
| 19 sierpnia 2025 | |
| - Damiana Syjczaka na stanowisko zastępcy dyrektora Narodowej Agencji Wymiany Akademickiej. | – |
| sierpień 2025 | |
| - Krzysztofa Guldy, zastępcy prezesa Polskiej Agencji Rozwoju Przedsiębiorczości, do pełnienia obowiązków prezesa Polskiej Agencji Rozwoju Przedsiębiorczości. | – |
| 2025 | |
| - Pauliny Baranowskiej na stanowisko zastępcy dyrektora Centrum Dialogu im. Juliusza Mieroszewskiego, - Macieja Seniwa na stanowisko zastępcy dyrektora Narodowego Instytutu Muzyki i Tańca, - Anny Puchacz-Kozioł na stanowisko zastępcy dyrektora Krajowego Centrum Przeciwdziałania Uzależnieniom, - Macieja Humiczewskiego na stanowisko zastępcy dyrektora Instytutu Meteorologii i Gospodarki Wodnej, - Andrzeja Kalbarczyka na stanowisko zastępcy dyrektora Centrum Projektów Europejskich. | - Michała Kozłowskiego ze stanowiska wiceprezesa Urzędu Lotnictwa Cywilnego (powołany na to stanowisko w 2023), - Pawła Januszewskiego ze stanowiska zastępcy dyrektora Instytutu Sportu, - Marka Kozłowskiego ze stanowiska zastępcy dyrektora Instytutu Meteorologii i Gospodarki Wodnej, - Jarosława Czuby ze stanowiska zastępcy dyrektora Filmoteki Narodowej – Instytutu Audiowizualnego (powołany na to stanowisko w listopadzie 2023). |